# Kirchenbezirk Esslingen
Der Evangelische Kirchenbezirk Esslingen ist einer von 44 Kirchenbezirken bzw. Kirchenkreisen der Evangelischen Landeskirche in Württemberg. Sein Gebiet ist deckungsgleich mit dem Dekanat Esslingen.

## Geografie
Der Kirchenbezirk Esslingen liegt in der südlichen Mitte der württembergischen Landeskirche. Sein Gebiet umfasst den Norden des Landkreises Esslingen, also das Gebiet der politischen Städte und Gemeinden Aichwald, Altbach, Baltmannsweiler, Deizisau, Denkendorf, Esslingen am Neckar, Hochdorf, Köngen, Lichtenwald, Plochingen, Reichenbach an der Fils und Wernau (Neckar).

### Nachbarkirchenbezirke
Der Kirchenbezirk Esslingen grenzt an folgende Kirchenbezirke (im Uhrzeigersinn beginnend im Nordosten): Schorndorf (Prälatur Heilbronn) sowie Kirchheim unter Teck, Nürtingen und Kirchenkreis Stuttgart (ehem. Kirchenbezirke Degerloch und Bad Cannstatt, alle Prälatur Stuttgart).

## Geschichte

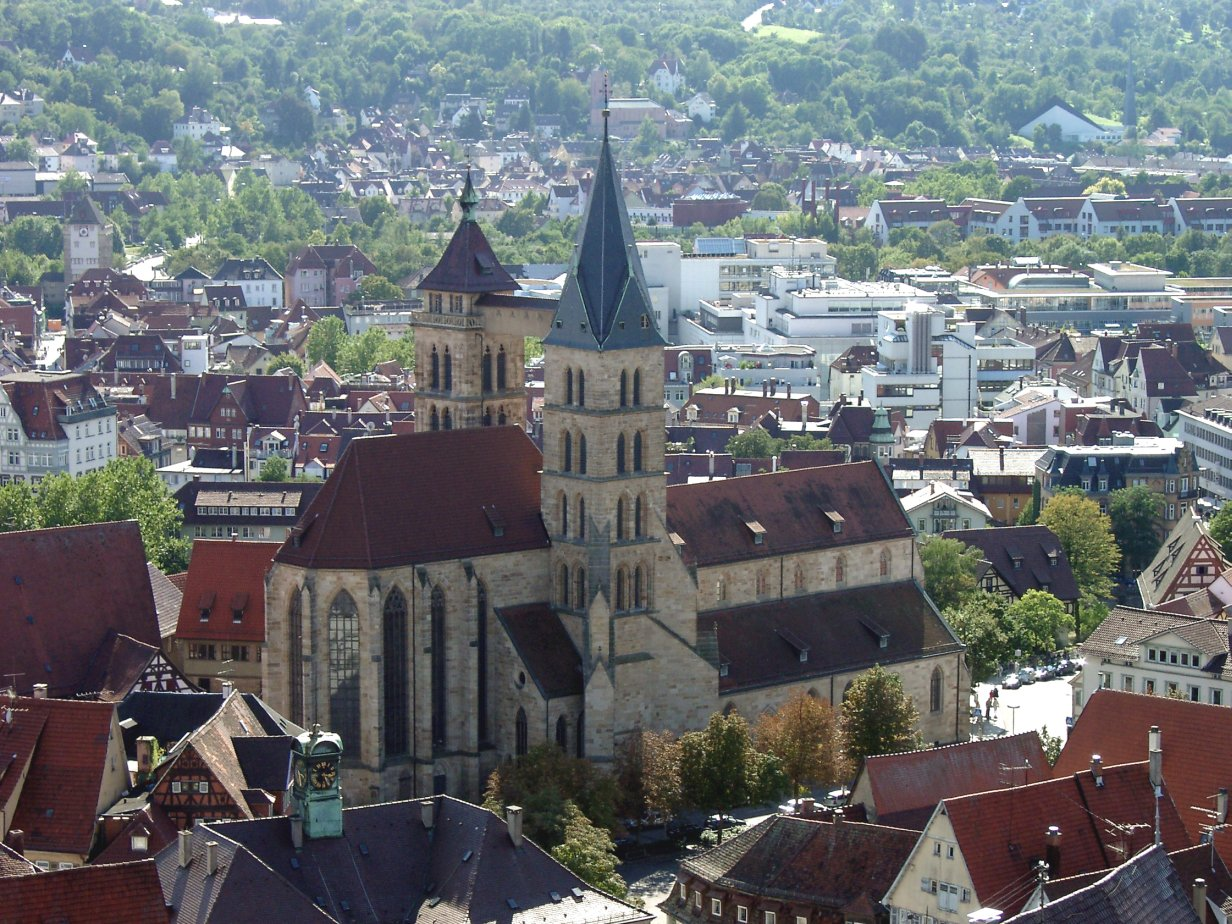
Blick über die Evang. Stadtkirche Esslingen

Das Dekanat Esslingen wurde erst nach dem Übergang der ehemals freien Reichsstadt an Württemberg 1802 gegründet. Damals wurde der Senior der Stadtkirche St. Dionysius Dekan des neuen Dekanats. Das Gebiet wurde danach mehrfach verändert. So kamen zum Beispiel 1841 Köngen und Wendlingen und 1842 Aichschieß und Berkheim zum Dekanat, während Wendlingen 1939 wieder dem Dekanat Nürtingen zugeordnet wurde. Das Dekanat Esslingen gehörte zunächst zum Generalat (heute Prälatur) Ludwigsburg und kam 1954 zur Prälatur Stuttgart.
Infolge der Auflösung einiger Kreise bzw. Oberämter in Württemberg 1939 wurden auch die kirchlichen Verwaltungsbezirke teilweise neu gegliedert. So wurden mit Wirkung vom 1. April 1939 die Kirchengemeinden Wendlingen und Bodelshofen in den Kirchenbezirk Nürtingen umgegliedert. Im Gegenzug erhielt der Kirchenbezirk Esslingen vom Kirchenbezirk Nürtingen die Kirchengemeinde Hochdorf und vom Kirchenbezirk Göppingen die Kirchengemeinde Reichenbach an der Fils.
Durch Bekanntmachung des Oberkirchenrats vom 15. Juli 1965 wurde die Kirchengemeinde Scharnhausen vom Kirchenbezirk Degerloch in den Kirchenbezirk Esslingen umgegliedert. Mit Wirkung vom 1. Januar 1981 gab der Kirchenbezirk Esslingen diese Kirchengemeinde zusammen mit der Kirchengemeinde Nellingen und der Dietrich-Bonhoeffer-Gemeinde Nellingen-Parksiedlung an den neu gebildeten Kirchenbezirk Bernhausen ab. Mit Wirkung vom 1. Januar 1979 erhielt der Kirchenbezirk Esslingen dann noch die Kirchengemeinde Lichtenwald vom Kirchenbezirk Schorndorf.

## Leitung des Kirchenbezirks
Die Leitung des Kirchenbezirks obliegt der Bezirkssynode, dem Kirchenbezirksausschuss (KBA) und dem Dekan. Derzeitiger Dekan ist seit 2010 Bernd Weißenborn (* 1960), der zugleich der geschäftsführende Pfarrer an der Stadtkirche St. Dionysius in Esslingen am Neckar ist.

### Dekane des Kirchenbezirks Esslingen seit 1802
- 1802–1820 Johannes Matthäus Becher, bereits seit 1791 Hauptprediger und Senior der Evangelischen Kirche der Freien Reichsstadt Esslingen
- 1820–1839 Friedrich August Herwig
- 1839–1858 Georg Friedrich Simeon Gundert
- 1858–1879 Ludwig August Knapp (1812–1886)
- 1879–1892 Franz Eberhard Kübel (1835–1892)
- 1892–1901 Emil Demmler (1843–1922)
- 1901 Wilhelm Lepple bzw. Wilhelm Gruner, jeweils als Stellvertreter
- 1901–1912 D. Georg Heinrich Planck (1851–1932)
- 1913–1921 Friedrich Fischer (1853–1933)
- 1921–1924 Martin Ulrich August Finckh (1856–1950)
- 1924–1933 Dr. Richard Lempp (1883–1945)
- 1934–1937 D. Theodor Schlatter sen. (1885–1971)
- 1934 28.9.–19.11 Friedrich Häcker (1891–1966) komm. von den DC eingesetzt
- 1937–1942 Dr. Hermann Ströle (1878–1950)
- 1942–1956 Johannes Hermann (1886–1975)
- 1956–1965 Helmut Pfeiffer (1909–2002)
- 1966–1977 Kurt Hennig (1910–1992)
- 1977–1999 Klaus Scheffbuch (* 1936)
- 1999–2009 Dieter Kaufmann (* 1955)
- seit 2010 Bernd Weißenborn (* 1960)

## Kirchengemeinden
Das Gebiet des Kirchenbezirks Esslingen gehörte bis 1802 zum Großteil zur Freien Reichsstadt Esslingen, ansonsten zum alten Kernland Württemberg. In beiden Territorien wurde die Reformation eingeführt. Daher ist das gesamte Gebiet überwiegend evangelisch geprägt. Infolgedessen gibt es auch fast in jedem Dorf eine evangelische Kirchengemeinde und meist auch eine alte Kirche. Katholisch blieb nur Wernau (Neckar), in allen anderen Orten (ohne Esslingen) zogen Katholiken überwiegend erst nach dem Zweiten Weltkrieg zu.
Im Kirchenbezirk Esslingen gibt es insgesamt 21 Kirchengemeinden. Davon haben sich 9 Kirchengemeinden zur Gesamtkirchengemeinde Esslingen zusammengeschlossen, bleiben jedoch weiterhin rechtlich selbständige Körperschaften des öffentlichen Rechts.
Die jeweils in Klammern hinter dem Namen der Kirchengemeinde angegebenen Gemeindegliederzahlen beziehen sich auf das Jahr 2005 und sind gerundet.

### Kirchengemeinde Aichwald

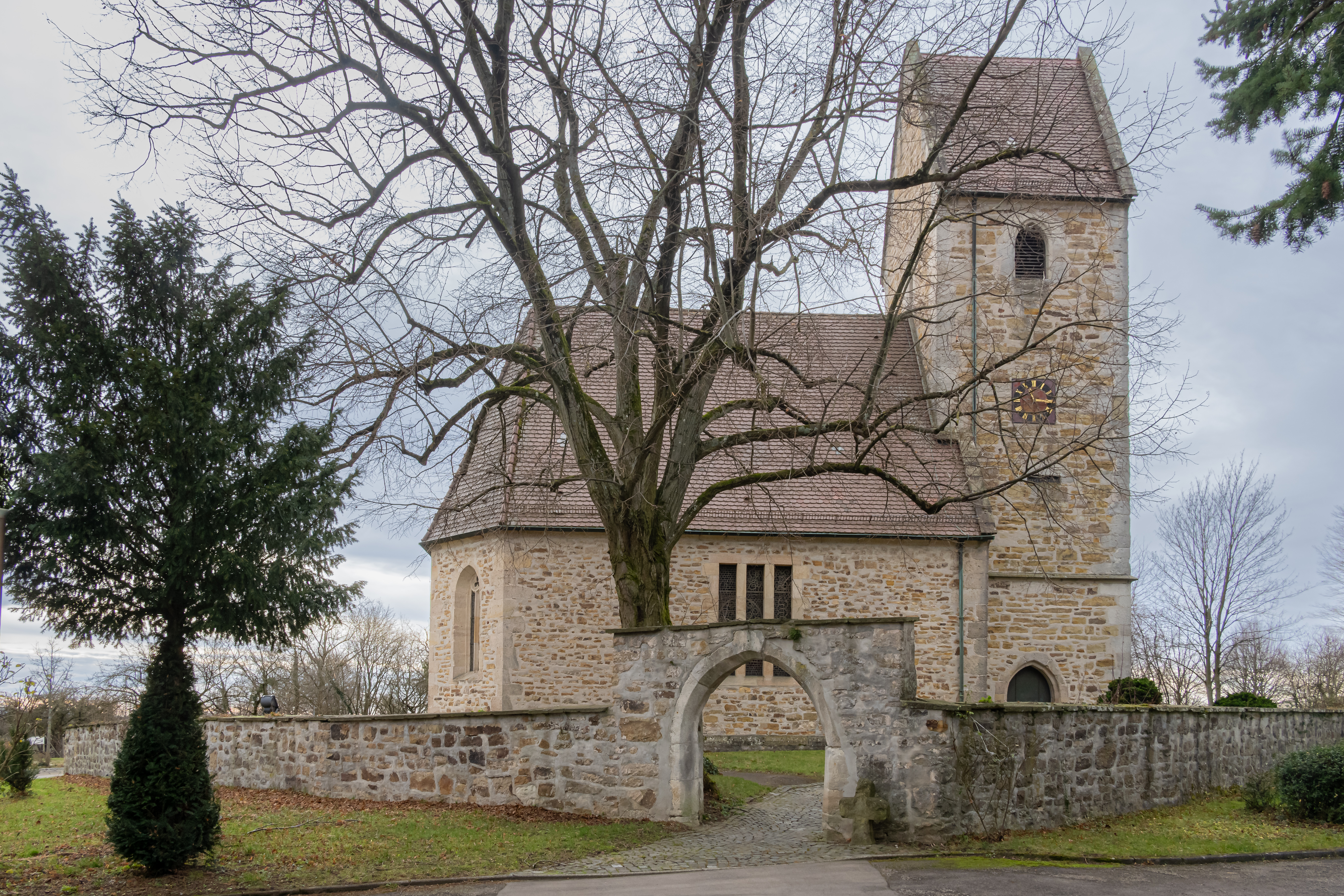
Kirche Aichelberg

Die Kirchengemeinde Aichwald entstand zum 1. Januar 2009 aus den drei Kirchengemeinden Aichelberg, Aichschieß-Krummhardt und Schanbach (die zuvor die Gesamtkirchengemeinde Aichwald gebildet hatten). Sie umfasst die politische Gemeinde Aichwald. Das geschäftsführende Pfarramt befindet sich in Schanbach. Die Kirchengemeinde bildet mit den Nachbarkirchengemeinden Baltmannsweiler und Hohengehren den Distrikt „Vorderer Schurwald“.
Bis 1975 wurde die Gesamtkirchengemeinde Aichwald noch mit „Gesamtkirchengemeinde Aichelberg“ bezeichnet. Sie gehörte bis dahin noch zum Kirchenbezirk Schorndorf und wurde mit Wirkung vom 1. Januar 1976 in den Kirchenbezirk Esslingen umgegliedert. Zunächst bestand sie nur aus den Kirchengemeinden Aichelberg, Krummhardt und Schanbach. Mit der Umgliederung wurde auch die Kirchengemeinde Aichschieß, die bereits zum Kirchenbezirk Esslingen gehörte, in den Verband der Gesamtkirchengemeinde Aichelberg einbezogen, die damit gleichzeitig ihren heutigen Namen erhielt.
Die frühere Kirchengemeinde Aichelberg umfasste den Ortsteil Aichelberg der Gemeinde Aichwald. Kirchlich gehörte der Ort bis 1482 als Filiale zu Beutelsbach, bevor er eine eigene Pfarrei erhielt. 1460 ist eine eigene Kapelle erwähnt, die dem Stift Beutelsbach gehörte. 1532 führten die Herren Thumb die Reformation ein. Die heutige Aichelberger Kirche war einst eine Wallfahrtskirche zu Unserer Lieben Frau. Sie wurde 1482 erbaut und 1564 und 1760 umgebaut. Sie liegt außerhalb des Ortes in einem ummauerten Friedhof und erhielt in jüngerer Zeit den Namen Feldkirche. Die Wandmalereien im Chor (1969 freigelegt) stammen aus der Erbauungszeit, das Kruzifix aus dem 17. Jahrhundert. Die 25 Empore-Tafelbilder zum Leben Jesu und den zwölf Aposteln hat Joseph Wagner aus Alfdorf 1760 gemalt. Gerhard Dreher schuf 1970 drei Chorfenster aus Klarglas mit geometrischen Linien-Ornamenten sowie im Kirchenschiff und Turm weitere farbige Fenster. Bis 1975 gehörte die Kirchengemeinde Aichelberg noch zum Kirchenbezirk Schorndorf. Sie bildete bis dahin mit den Kirchengemeinden Krummhardt (1977 aufgehoben) und Schanbach die Gesamtkirchengemeinde Aichelberg. Mit der Umgliederung in den Kirchenbezirk Esslingen zum 1. Januar 1976 wurde auch die Gesamtkirchengemeinde Aichelberg unter Einbeziehung der Kirchengemeinde Aichschieß in Gesamtkirchengemeinde Aichwald umbenannt.
Die frühere Kirchengemeinde Aichschieß-Krummhardt umfasste die Ortsteile Aichschieß und Krummhardt der Gemeinde Aichwald. In Aichschieß ist bereits 1275 eine Kirche bezeugt, die dem Hl. Gereon geweiht war. 1463 wird sie als St. Margareta bezeichnet, nachdem sie neu erbaut worden war. Im Dreißigjährigen Krieg wurde die evangelische Dorfkirche St. Gereon und St. Margaretha stark zerstört und danach unter teilweise Verwendung der alten Kirche neu erbaut. 1765 wurde sie restauriert und später mehrfach durch Um- und Anbauten verändert, jedoch 1951 wieder nahezu in ihren ursprünglichen Zustand versetzt. Im Schiff und Chor befinden sich Malereien aus der Zeit um 1325, die zu den ältesten in der ganzen Region gehören, zudem weitere Wandbilder aus der Zeit um 1500. Nach der Reformation wurde die Kirche in einen evangelischen, der württembergischen Kirchen- und Gottesdienstordnung angemessenen Gottesdienstraum mit Quersaal-Konzeption umgewandelt: aus dem Chor wurde der Altar herausgerückt, die Kanzel auf Mitte der Nordwand gesetzt, Herrenstühle im Chor und darüber eine Orgelempore eingebaut sowie eine Süd- und Westempore errichtet. Das gesamte Parterre- und Emporengestühl bekam seine Ausrichtung auf die Nordkanzel. Wegen Einsturzgefahr erfolgte bis 1952 durch Architekt Heinz Klatte eine durchgreifende Renovierung und „Bereinigung“ mit dem Verlust wertvoller Substanz durch Neubau der Süd- und Westmauer. Die Glasmalereien vom Jahr 2000 der drei Fenster im Chor stammen von der Glaskünstlerin Renate Gross aus Gilching (Bayern), von Karl Ulrich Nuss stammt der Taufdeckel und weitere Kunstwerke.man um 1500 entdeckt hatte. Die bereits zum Kirchenbezirk Esslingen gehörige Kirchengemeinde Aichschieß wurde mit Wirkung vom 1. Januar 1976 in die Gesamtkirchengemeinde Aichelberg, die mit ihren damaligen Teilkirchengemeinde Aichelberg, Krummhardt und Schanbach vom Kirchenbezirk Schorndorf in den Kirchenbezirk Esslingen umgegliedert wurde, einbezogen. Gleichzeitig wurde die Gesamtkirchengemeinde Aichelberg in „Gesamtkirchengemeinde Aichwald“ umbenannt.
Im benachbarten, politisch schon seit 1500 zu Aichschieß gehörigen Krummhardt ist 1483 eine Filialkapelle erwähnt. Kirchlich versorgt wurde der Ort damals von Schanbach, nach der Reformation von Aichelberg, dann wieder von Schanbach. Zunächst war Krummhardt eine selbständige Kirchengemeinde im Kirchenbezirk Schorndorf. Sie bildete zusammen mit den Kirchengemeinden Aichelberg und Schanbach die Gesamtkirchengemeinde Aichelberg. Mit Wirkung vom 1. Januar 1976 wurde die Kirchengemeinde Krummhardt mit der Gesamtkirchengemeinde Aichelberg in den Kirchenbezirk Esslingen umgegliedert und dann mit Wirkung vom 4. Dezember 1977 mit der Kirchengemeinde Schanbach zur Kirchengemeinde Krummhardt-Schanbach vereinigt. Mit Wirkung vom 1. Januar 1995 wurde Krummhardt von der Kirchengemeinde Krummhardt-Schanbach abgetrennt und der Kirchengemeinde Aichschieß zugeordnet. Gleichzeitig wurde die Kirchengemeinde Aichschieß in „Kirchengemeinde Aichschieß-Krummhardt“ und die Kirchengemeinde Krummhardt-Schanbach in „Kirchengemeinde Schanbach“ umbenannt. Die um 1720 renovierte Kirche in Krummhardt gilt als eine der reizvollsten Dorfkirchen im Landkreis Esslingen. Sie besitzt noch ein altes Gestühl sowie eine Kanzel und Bänke, die mit Blumenornamenten im Bauernbarock bemalt sind.
Die frühere Kirchengemeinde Schanbach umfasste den Ortsteil Schanbach der Gemeinde Aichwald. 1275 wurde die Kirche zu Unserer Lieben Frau erwähnt, die um 1370 noch Pfarrkirche war. Danach wurde der Ort wohl von der Pfarrei Aichschieß, nach der Reformation von Aichelberg versorgt. Die heutige Schanbacher Kirche wurde um 1500 im spätgotischen Stil mit kreuzrippengewölbtem Turmchor erbaut. Bei der Renovierung und dem Emporeneinbau durch Architekt Heinrich Dolmetsch im Jahr 1905 wurde das vom Künstler Theodor Bauerle entworfene Chorfenster mit Christus als Friedensbringer eingebaut. Rudolf Yelin der Jüngere schuf 1952 am Chorbogen das Sgraffito mit der Engelsbotschaft an die Hirten, Ulrich Henn 1969 das Bronze-Altarkreuz, ein „Kastenkreuz“ mit Themen-Medaillons zum Leben Jesu. Bis 1975 gehörte die Kirchengemeinde Schanbach noch zum Kirchenbezirk Schorndorf. Sie bildete bis dahin mit den Kirchengemeinden Aichelberg und Krummhardt (1977 aufgehoben) die Gesamtkirchengemeinde Aichelberg. Mit der Umgliederung in den Kirchenbezirk Esslingen zum 1. Januar 1976 wurde auch die Gesamtkirchengemeinde Aichelberg unter Einbeziehung der Kirchengemeinde Aichschieß in Gesamtkirchengemeinde Aichwald umbenannt. Mit Wirkung vom 4. Dezember 1977 wurde die Kirchengemeinde Schanbach mit der Kirchengemeinde Krummhardt zur „Kirchengemeinde Krummhardt-Schanbach“ vereinigt. Jedoch wurde Krummhardt mit Wirkung vom 1. Januar 1995 wieder von der Kirchengemeinde Krummhardt-Schanbach abgetrennt und der Kirchengemeinde Aichschieß zugeordnet, die dadurch in „Kirchengemeinde Aichschieß-Krummhardt“ umbenannt wurde. Gleichzeitig wurde die Kirchengemeinde Krummhardt-Schanbach in „Kirchengemeinde Schanbach“ rückbenannt.

### Kirchengemeinde Altbach

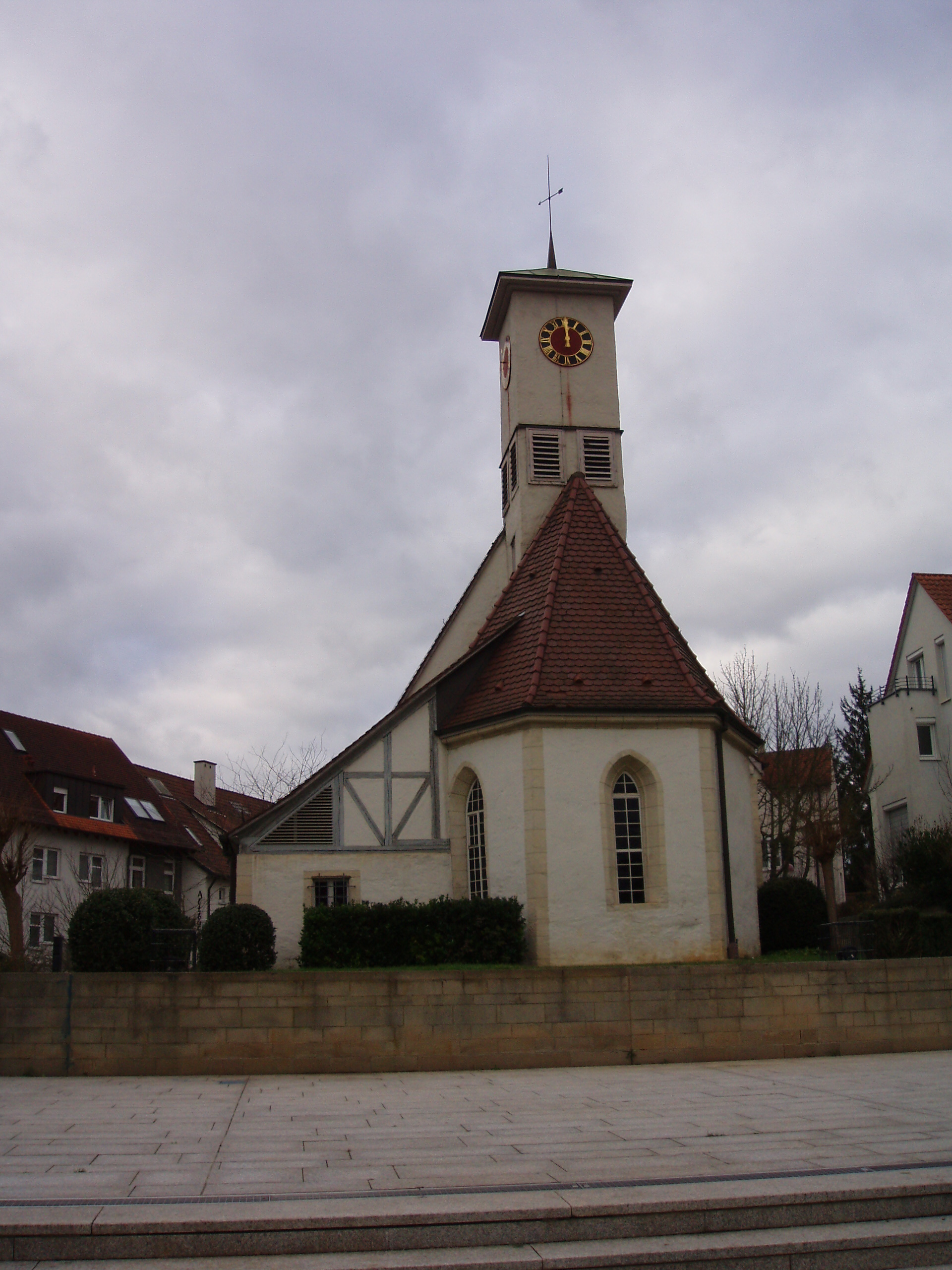
Ulrichskirche in Altbach

Die Kirchengemeinde Altbach umfasst die Gemeinde Altbach. Der Ort war bis 1932 eine Filiale von Zell, doch ist bereits 1353 eine Kapelle erwähnt. Diese Ulrichskirche wurde im gotischen Stil im 15. Jahrhundert erbaut und 1851 erneuert. Sie ist an die Kommune zur säkularen Nutzung verpachtet, nachdem bereits 1960 die neue und größere Christuskirche fertiggestellt war.

### Verbundkirchengemeinde Baltmannsweiler und Hohengehren

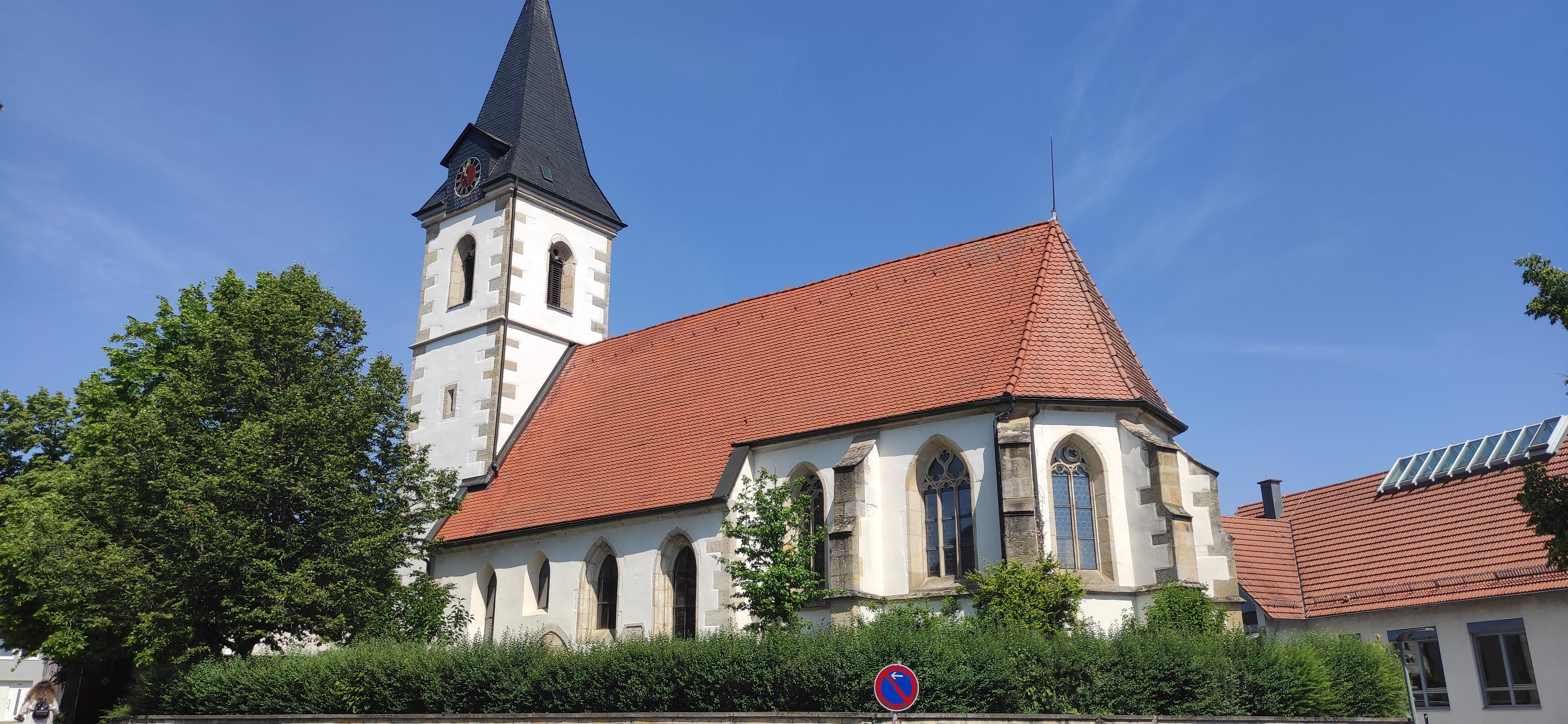
Aegidiuskirche in Baltmannsweiler

Die Kirchengemeinde Baltmannsweiler hat sich zum 1. Dezember 2019 mit der Kirchengemeinde Hohengehren zu einer Verbundkirchengemeinde zusammengeschlossen. Sie umfasst den Kernort der Gemeinde Baltmannsweiler. Bis 1440 war der Ort kirchlich eine Filiale von Hochdorf. Dann wurde an der dem Hl. Ägidius geweihten Kirche eine eigene Pfarrei errichtet. Nach einem Brand 1648 hatte die Gemeinde bis 1680 keinen eigenen Pfarrer. In jener Zeit wurde der Ort kirchlich von Hohengehren betreut. Dann wurde 1680 die Kirche wieder aufgebaut und wieder ein eigener Pfarrer eingesetzt.
Bis 1981 gehörte die Kirchengemeinde Baltmannsweiler zum Kirchenbezirk Schorndorf. Mit Wirkung vom 1. Januar 1982 wurde sie zusammen mit der Kirchengemeinde Hohengehren in den Kirchenbezirk Esslingen umgegliedert.
Die Kirchengemeinde Hohengehren (ca. 970) umfasst den Ortsteil Hohengehren der Gemeinde Baltmannsweiler. Die wohl dem Hl. Cyriakus geweihte Kirche wurde 1275 erstmals erwähnt und war schon vor der Reformation eine eigene Pfarrei. Danach war sie teilweise Filiale von Baltmannsweiler. Die spätgotische Kirche befindet sich in einem ummauerten Friedhof. Der Nordturm war ursprünglich befestigt. Taufstein und Kanzel stammen aus dem 16. Jahrhundert.
Bis 1981 gehörte die Kirchengemeinde Hohengehren zum Kirchenbezirk Schorndorf. Mit Wirkung vom 1. Januar 1982 wurde sie zusammen mit der Kirchengemeinde Baltmannsweiler in den Kirchenbezirk Esslingen umgegliedert.

### Kirchengemeinde Deizisau

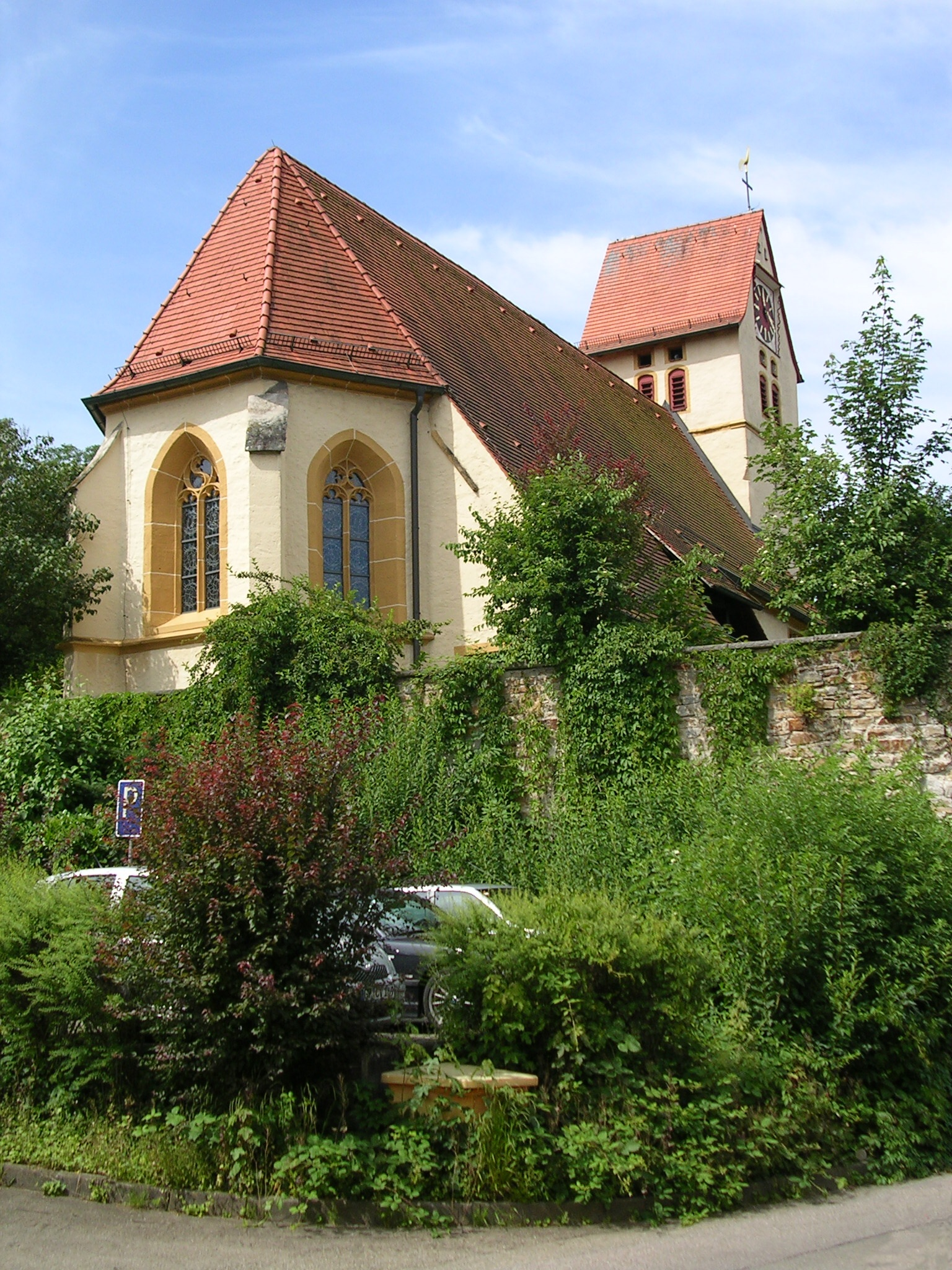
Evang. Kirche Deizisau

Die Kirchengemeinde Deizisau umfasst die Gemeinde Deizisau. Eine Kirche ist bereits 1353 bezeugt. Sie gehörte wohl dem Kloster Lorsch. 1411 gelangte sie an das Spital Esslingen. Es handelt sich um eine spätgotische Westturmanlage mit netzgewölbtem Chor. 1609 ist sie als Kirche der Hl. Basilides, Cyrinus, Nabor und Nazarius genannt. 1934 wurde die Kirche erneuert.
Bis 1930 gehörte auch der Hof Sirnau zur Kirchengemeinde Deizisau. Durch Bekanntmachung des Oberkirchenrats vom 1. März 1930 wurde dieser in die damalige Ostkirchengemeinde Esslingen (heute Kirchengemeinde Oberesslingen) umgegliedert.

### Kirchengemeinde Denkendorf

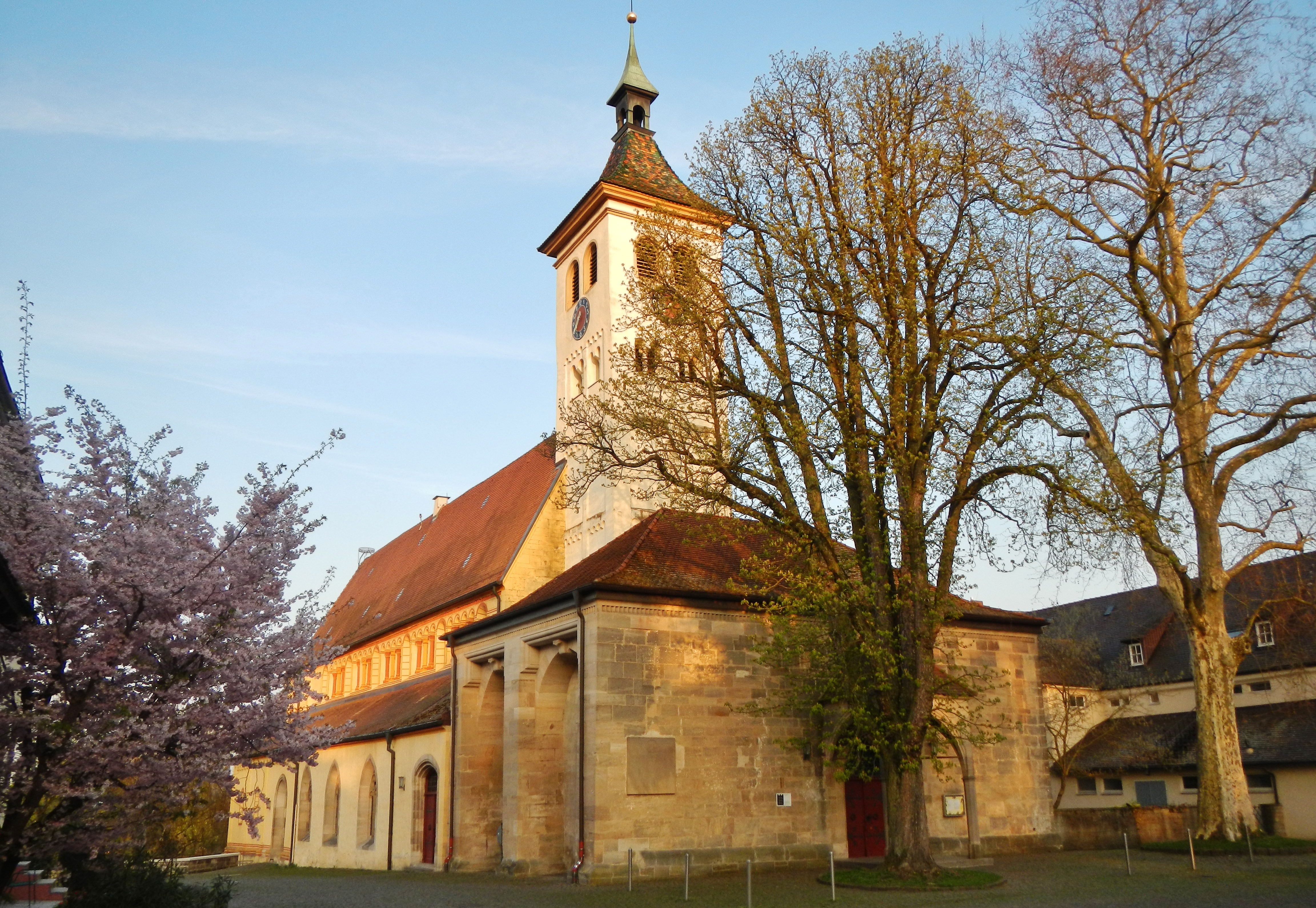
Klosterkirche Denkendorf

Der Kirchengemeinde Denkendorf (ca. 4.000) umfasst das Gebiet der gleichnamigen politischen Gemeinde. Pfarrkirche des Dorfs war stets die Kirche des Klosters (Stiftkirche), das um 1130 gegründet wurde. Dieses war zwischen der freien Reichsstadt Esslingen und der Grafschaft Württemberg umstritten. Schließlich konnte sich Württemberg durchsetzen, das dort die Reformation einführte. Danach war es eine evangelische Klosterschule (bis 1584 und 1713–1810), 1907–1920 Lehrerseminar und seit 1949 Diakonie-Seminar. Die Kirche mit romanischem Westturm wurde wohl im 11. Jahrhundert erbaut. Im Chor und in der Vorhalle gibt es frühgotische Formen. In der Krypta sind Wandmalereien von 1515 zu finden. Die nördlich davon gelegene spätgotische Friedhofskirche besitzt unter anderem eine bemalte Holzdecke. Infolge starken Zuzugs wurde 1969 im Norden der Gemeinde die Auferstehungskirche erbaut.
1989 wurde die Kirchengemeinde Denkendorf in die beiden Kirchengemeinden Denkendorf Klosterkirche (ca. 2.000) und Denkendorf Auferstehungskirche (ca. 2.750) aufgeteilt, die die Gesamtkirchengemeinde Denkendorf bildeten. Mit Wirkung vom 1. Januar 2013 wurden die beiden Kirchengemeinden aufgelöst und die Gesamtkirchengemeinde wiederum in „Kirchengemeinde Denkendorf“ umbenannt.

### Gesamtkirchengemeinde Esslingen
Die Gesamtkirchengemeinde Esslingen umfasst die Stadt Esslingen am Neckar mit Ausnahme des Stadtteils Berkheim, wo es eine eigene Kirchengemeinde gibt, die nicht Mitglied der Gesamtkirchengemeinde Esslingen ist. Sie besteht aus den nachfolgenden 9 Kirchengemeinden.

#### Stadtkirchengemeinde Esslingen

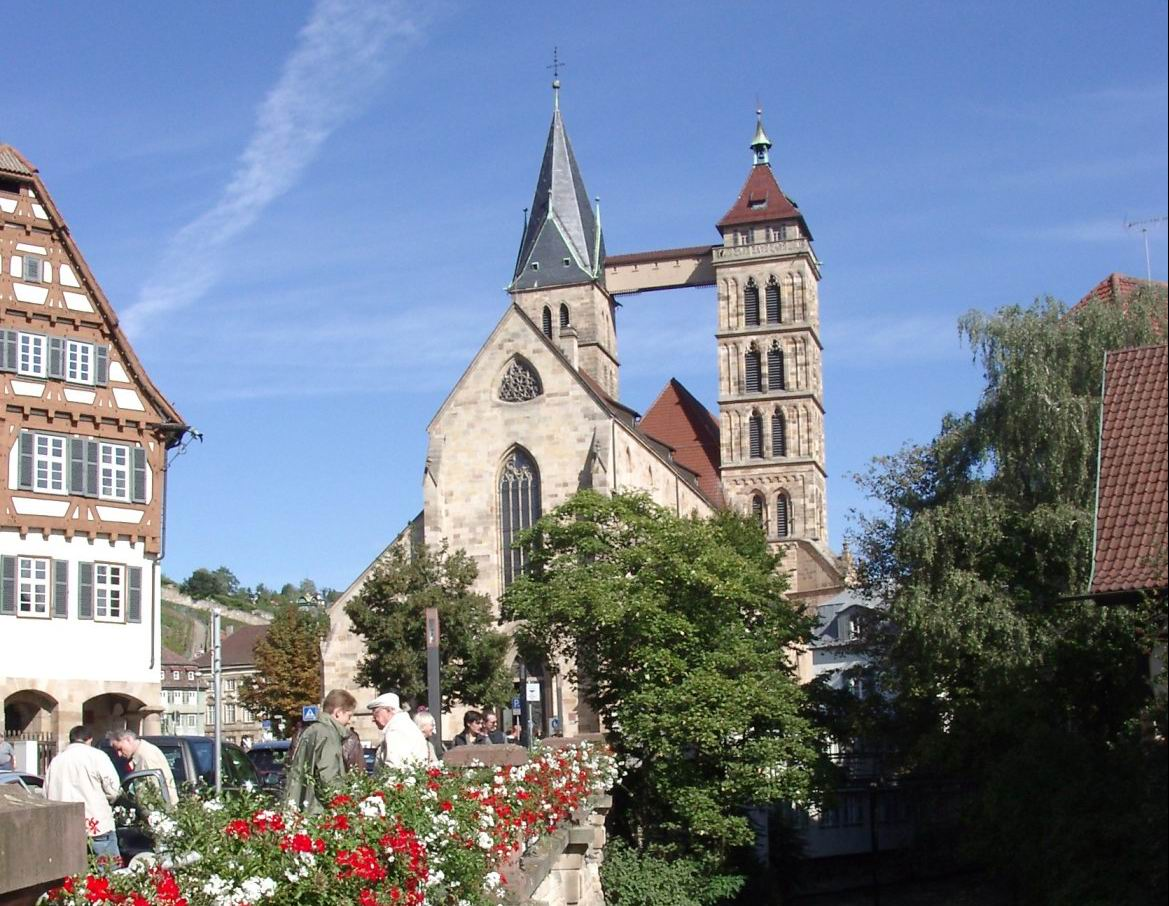
Evang. Stadtkirche Esslingen
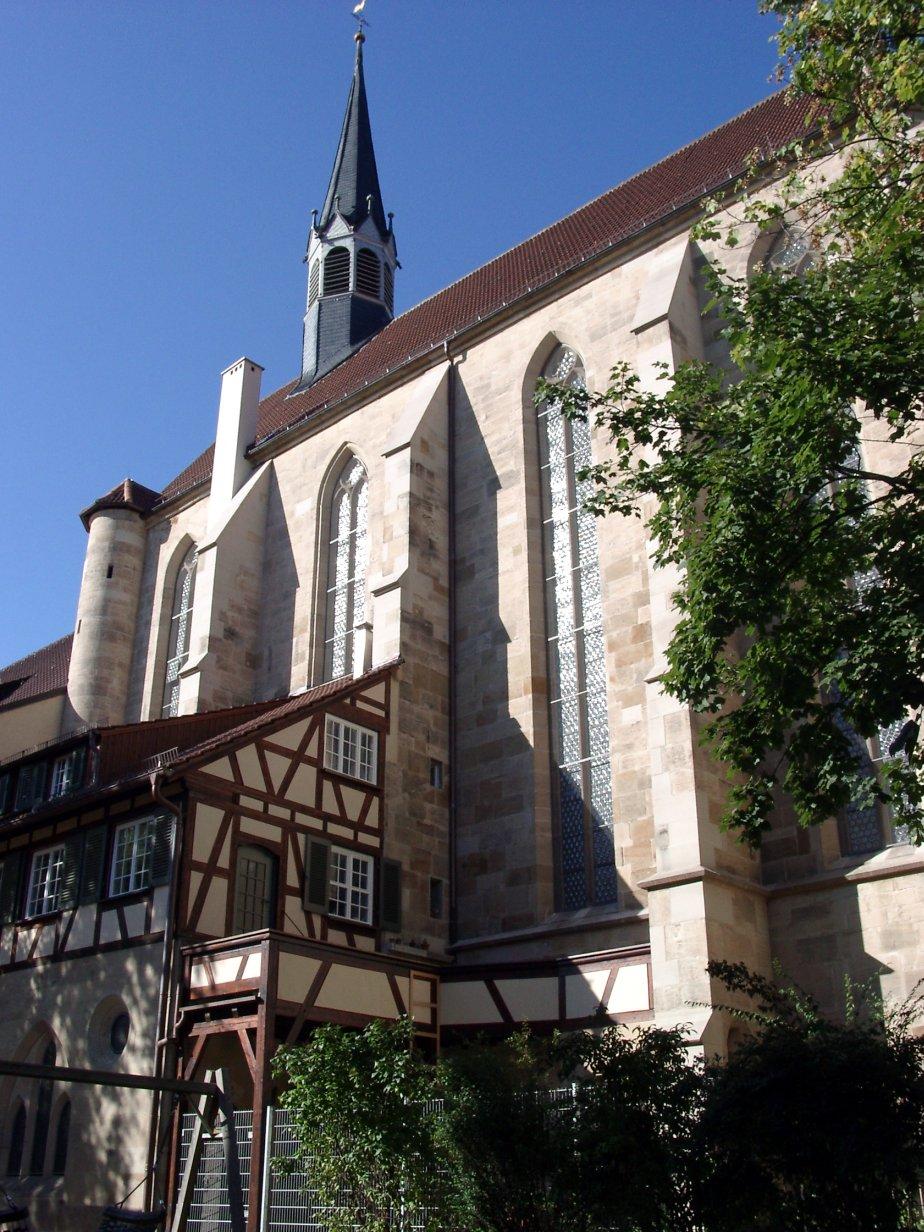
Franziskanerkirche Esslingen, heute Gemeindehaus
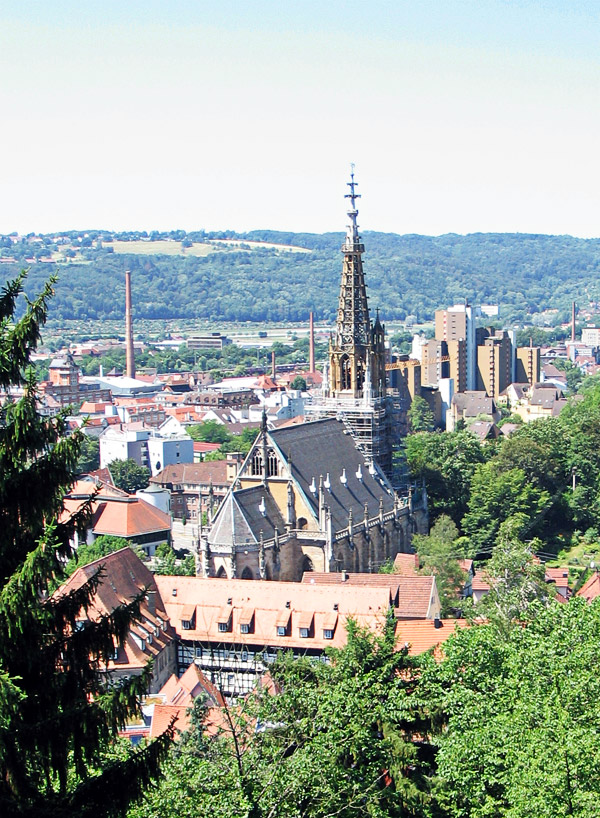
Evang. Frauenkirche Esslingen
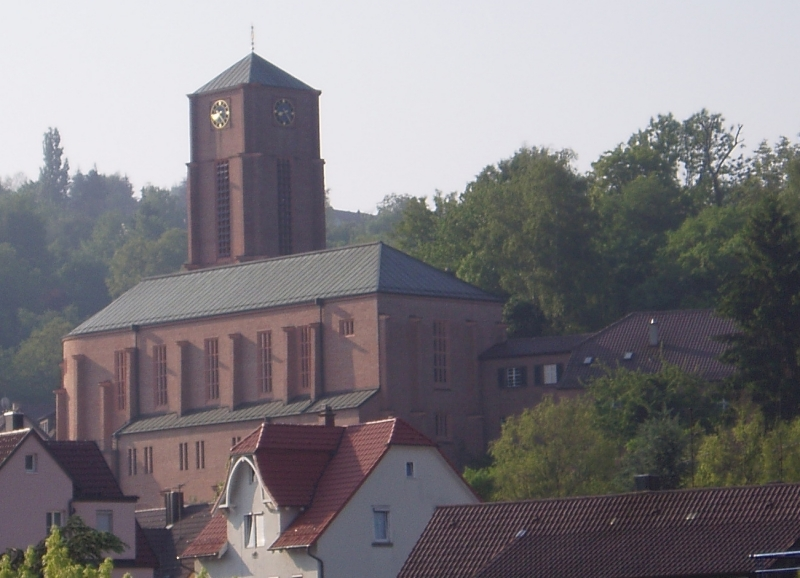
Südkirche Esslingen
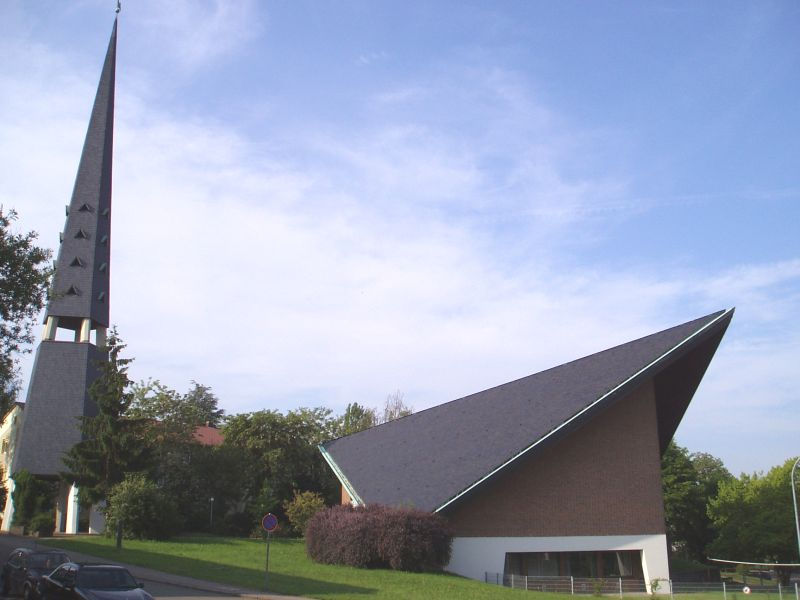
Christuskirche Esslingen

Die Stadtkirchengemeinde Esslingen (ca. 3.450 Gemeindeglieder) umfasst Teile der Altstadt bzw. Innenstadt von Esslingen am Neckar. Sie ist die Gemeinde der ältesten Kirchen der Stadt und wurde mit Wirkung vom 11. November 2007 gebildet, als die beiden bisherigen eigenständigen Kirchengemeinden, die Stadtkirchengemeinde Esslingen und die Frauenkirchengemeinde Esslingen, aufgelöst und aus deren Gemeindebezirken die neue Stadt- und Frauenkirchengemeinde Esslingen innerhalb der Gesamtkirchengemeinde Esslingen gebildet wurde. Das Ministerium für Kultus, Jugend und Sport hat die Stadt- und Frauenkirchengemeinde Esslingen als Körperschaft des öffentlichen Rechts anerkannt.
Die Stadtkirche St. Dionys aus dem 14. Jahrhundert mit ihren beiden markanten Türmen ist eines der Wahrzeichen der Stadt. Bereits 777 sind Besiedelung und Kirchengebäude in Esslingen bezeugt. Die Stadtkirche Esslingen wurde nach dem Übergang der ehemals freien Reichsstadt an Württemberg Sitz eines Dekans. Zur Stadtkirche gehört auch der heute als Hintere Kirche bezeichnete Chor der ehemaligen Franziskanerkirche. Das Langhaus dieses architektonisch bedeutenden Kirchenbaus wurde 1840 abgebrochen. An seiner Stelle wurde 1929/30 das von Rudolf Lempp entworfene Evangelische Gemeindehaus errichtet.
Die unweit der Stadtkirche stehende Esslinger Frauenkirche ist eine spätgotische Hallenkirche, ursprünglich eine Marienkapelle, und wurde von ca. 1321–1516 in mehreren Bauabschnitten errichtet. Nach dem Übergang an Württemberg war die Frauenkirche 1811–1864 Versammlungsort für die neu errichtete katholische Gemeinde. Dann wurde sie wieder Mittelpunkt einer eigenen evangelischen Kirchengemeinde. Durch Bekanntmachung des Oberkirchenrats vom 10. Januar 1961 gab es eine Gebietsveränderung der benachbarten Kirchengemeinde Sulzgries zugunsten der Frauenkirchengemeinde. Mit Wirkung vom 11. November 2007 fusionierte die Frauenkirchengemeinde mit der Stadtkirchengemeinde Esslingen zur neuen Stadt- und Frauenkirchengemeinde Esslingen. 2016 fusionierte die Stadt- und Frauenkirchengemeinde mit der Südkirchengemeinde zur Stadtkirchengemeinde Esslingen. Die Südkirche wurde 1925/26 unter Otto Riethmüller erbaut.

#### Johanneskirchengemeinde Esslingen
Die Kirchengemeinde Esslingen Johanneskirche (ca. 2.200) umfasst den Osten der Esslinger Innenstadt. Die ursprünglich als Ostkirche bezeichnete Kirche wurde 1909 erbaut und erhielt 1939 den Namen Johanneskirche. Ursprünglich sollte sie Christuskirche heißen. Der Kirchenraum hat zum Teil Jugendstil-Ornamente. In einem kleinen Dachreiter befindet sich ein Glöcklein aus dem 16. Jahrhundert, das im Magazin der Stadtkirche aufbewahrt worden war.

#### Kirchengemeinde Esslingen Hegensberg-Liebersbronn
Die Kirchengemeinde Esslingen Hegensberg-Liebersbronn (ca. 1.850) umfasst die Stadtteile Hegensberg, Liebersbronn und Kimmichsweiler der Stadt Esslingen am Neckar. Eine Kirche wurde 1927 erbaut sowie eine eigene Pfarrei errichtet. Durch Bekanntmachung des Oberkirchenrats vom 31. August 1927 wurde auch die selbständige Kirchengemeinde Hegensberg-Liebersbronn als weitere Teilkirchengemeinde der Gesamtkirchengemeinde Esslingen gebildet, nachdem das Kultministerium die neue Kirchengemeinde als Körperschaft des öffentlichen Rechts anerkannt hatte. Davor gehörten die Gemeindeglieder aus Liebersbronn zur Evang. Kirche St. Bernhard, die Gemeindeglieder aus Hegensberg zur Evang. Kirche Oberesslingen. Eine neue Kirche wurde 1959 erbaut, die alte Kirche aus dem Jahr 1927 wird heute als Gemeindehaus genutzt. Die Kirchengemeinde ist Trägerin einer Kindertagesstätte.

#### Kirchengemeinde St. Bernhardt zum Hohenkreuz

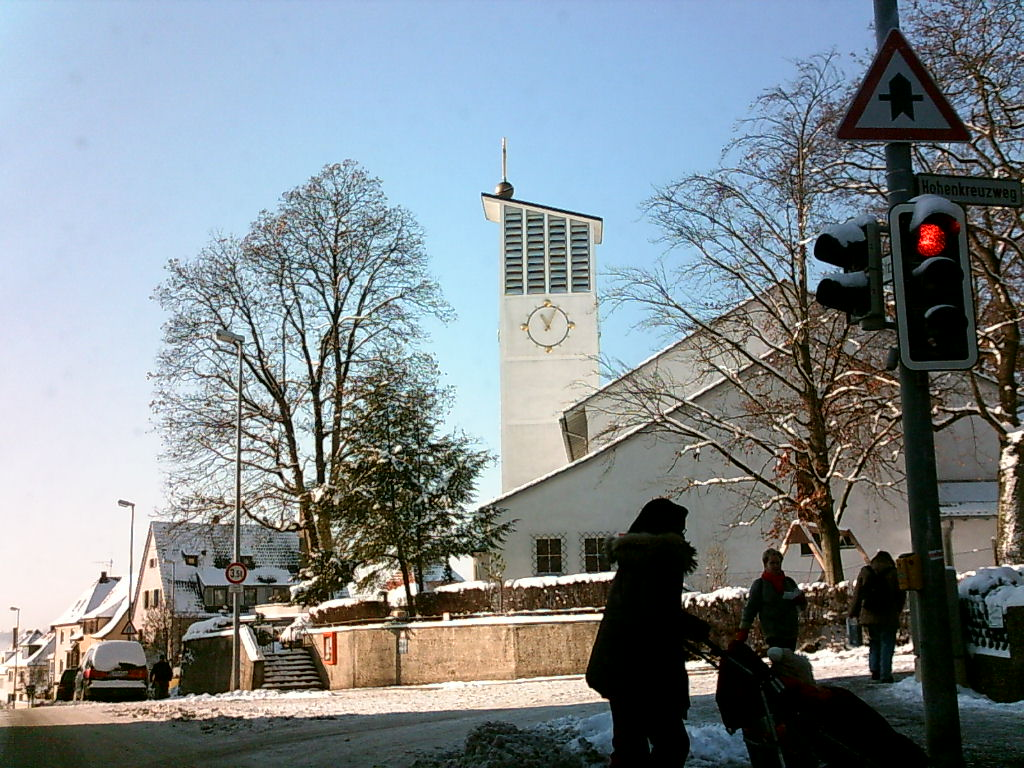
Evang. Hohenkreuzkirche Esslingen

Die Kirchengemeinde St. Bernhardt zum Hohenkreuz (ca. 4600) umfasst die Stadtteile Kennenburg, Serach, St. Bernhardt, Wäldenbronn, Wiflingshausen und Hohenkreuz der Stadt Esslingen am Neckar.
Die heutige Kirche in St. Bernhardt wurde 1774 erbaut und 1889 erweitert. Die Vorgängerkirche St. Bernhardt wurde im Dreißigjährigen Krieg zerstört, der Turm blieb aber erhalten. Zunächst hieß die Kirchengemeinde nur St. Bernhardt. Durch Bekanntmachung des Oberkirchenrats vom 26. Mai 1983 wurde sie in „Kirchengemeinde St. Bernhardt-Wäldenbronn“ umbenannt. Die Hohenkreuzkirche wurde 1956/57 erbaut und mit Bekanntmachung des Oberkirchenrats vom 10. Juli 1957 wurde die selbständige Kirchengemeinde Esslingen-Hohenkreuz als weitere Teilkirchengemeinde innerhalb der Gesamtkirchengemeinde Esslingen gebildet, nachdem das Kultusministerium die neue Kirchengemeinde mit Schreiben vom 30. Oktober 1956 als Körperschaft des öffentlichen Rechts anerkannt hatte.
Anfang 2016 haben die beiden Kirchengemeinden St. Bernhardt-Wäldenbronn und Hohenkreuz fusioniert zur Kirchengemeinde St. Bernhardt zum Hohenkreuz.

#### Kirchengemeinde Mettingen-Brühl-Weil

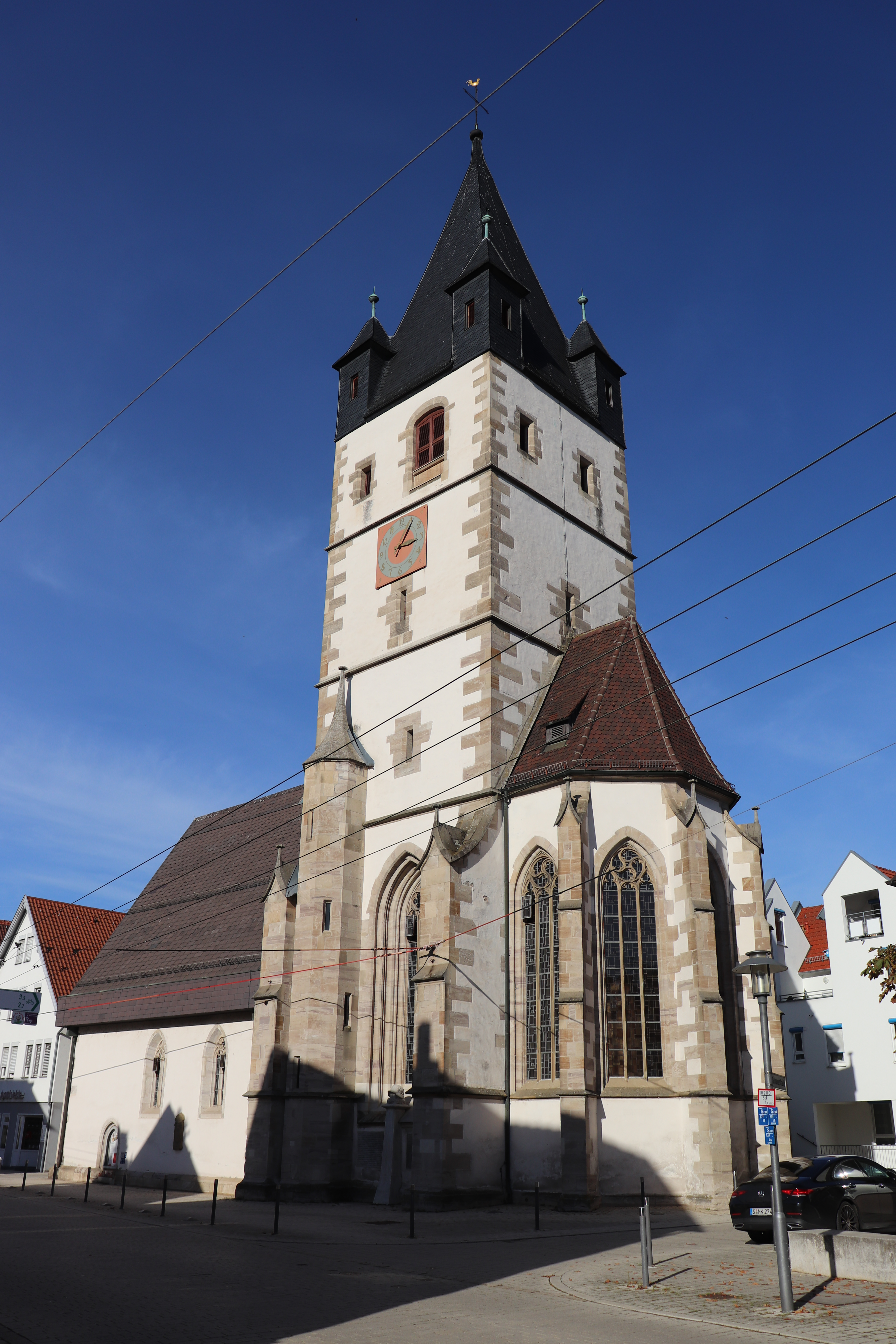
Liebfrauenkirche Mettingen

Die Kirchengemeinde Mettingen (ca. 1.180) umfasst die Stadtteile Mettingen, Brühl und Weil der Stadt Esslingen am Neckar. Die gotische Kirche in Mettingen mit angebautem Turm aus dem 15. Jahrhundert war bis 1902 Filiale der Stadtkirche St. Dionysius, erst dann wurde Mettingen eine eigene Pfarrei.

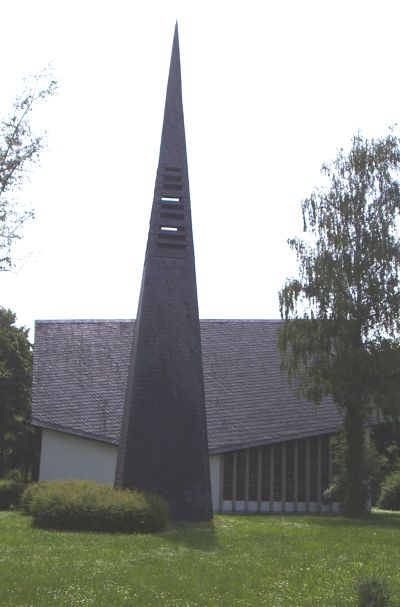
Lukaskirche in Weil

Zur Kirchengemeinde Mettingen gehören auch die Stadtteile Brühl und Weil, wobei Weil durch Bekanntmachung des Konsistoriums vom 8. Juni 1910 von der Kirchengemeinde Hedelfingen und Brühl durch Bekanntmachung des Oberkirchenrats mit Wirkung vom 1. November 1923 von der Kirchengemeinde Obertürkheim (beide damals Kirchenbezirk Cannstatt) in den Kirchenbezirk Esslingen umgegliedert und der Kirchengemeinde Mettingen zugeordnet wurden. In Weil wurde jedoch 1962 eine eigene Kirche, die Lukaskirche erbaut, so dass die Kirchengemeinde Mettingen seither zwei Predigtstellen hat.

#### Kirchengemeinde Oberesslingen
Die Kirchengemeinde Oberesslingen (ca. 4.650) umfasst die Stadtteile Oberesslingen und Sirnau der Stadt Esslingen. Sie entstand am 11. November 2007 durch Vereinigung der drei bis dahin selbständigen Kirchengemeinden Martinskirchengemeinde Oberesslingen, Versöhnungskirchengemeinde Oberesslingen und Kirchengemeinde Gartenstadt mit Sirnau.

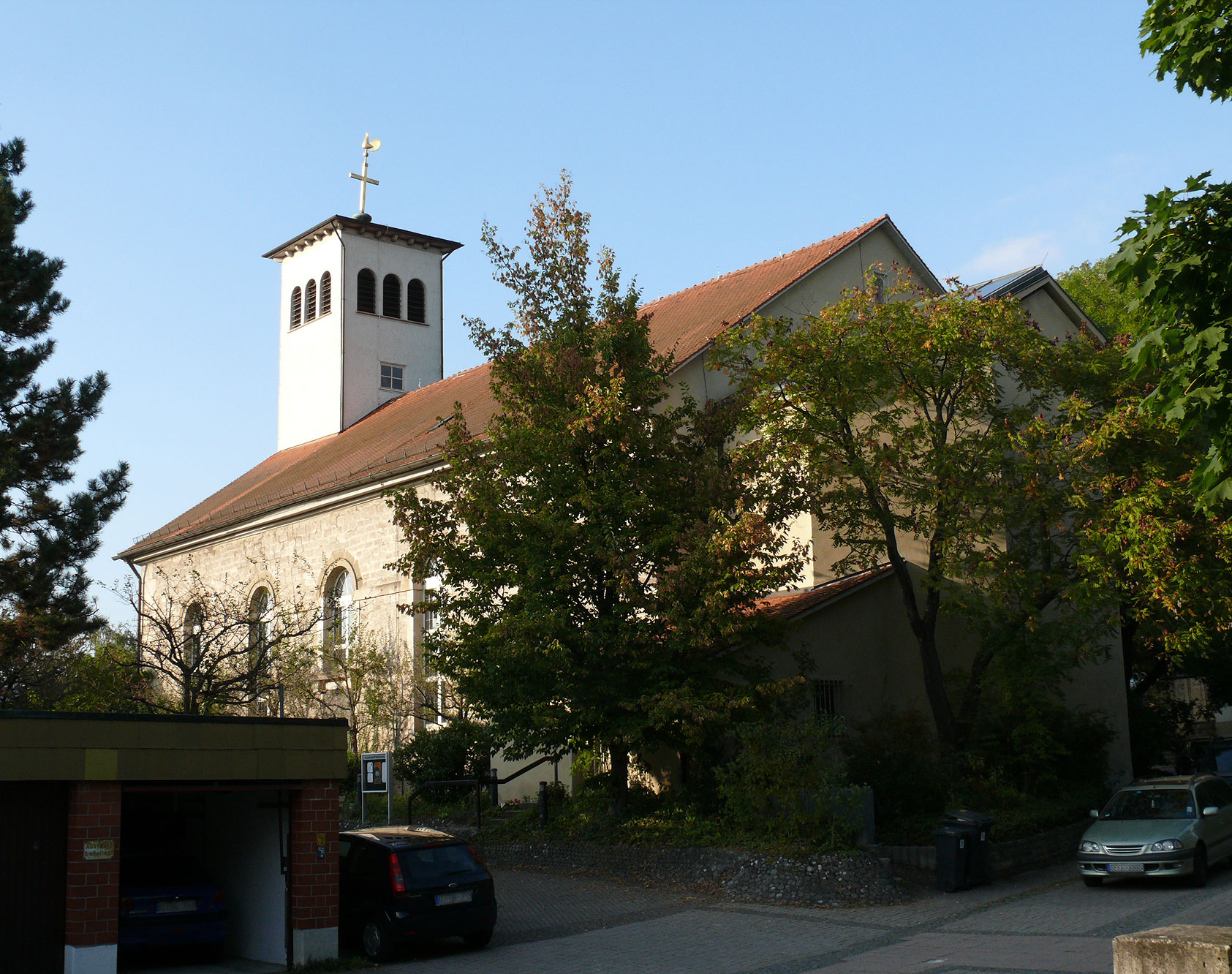
Martinskirche in Oberesslingen

Eine Kirche gab es in Oberesslingen bereits im 14. Jahrhundert. Die heutige Martinskirche, die älteste Kirche der Kirchengemeinde Oberesslingen, wurde aber erst 1827 erbaut. Die zugehörige Kirchengemeinde wurde als Ostkirchengemeinde Esslingen Teil der Gesamtkirchengemeinde Esslingen. Sie wurde später in Martinskirchengemeinde Oberesslingen umbenannt.
Infolge starken Zuwachses der Gemeinde, insbesondere nach dem Zweiten Weltkrieg, wurde im Stadtteil Gartenstadt 1952 eine eigene Kirche erbaut und durch Bekanntmachung des Oberkirchenrats vom 24. Juni 1970 für die evangelischen Bewohner der Stadtteile Gartenstadt, Oberhof und Sirnau die Kirchengemeinde Oberesslingen-Gartenstadt durch Teilung der Martinskirchengemeinde Oberesslingen gegründet. Das Kultusministerium hatte die neue Kirchengemeinde mit Schreiben vom 21. April 1970 als Körperschaft des öffentlichen Rechts anerkannt. 1988 wurde diese in „Kirchengemeinde Gartenstadt mit Sirnau“ umbenannt. Sirnau gehörte bis 1930 noch zur Kirchengemeinde Deizisau und wurde durch Bekanntmachung des Oberkirchenrats vom 1. März 1930 in die damalige Ostkirchengemeinde Esslingen umgegliedert.

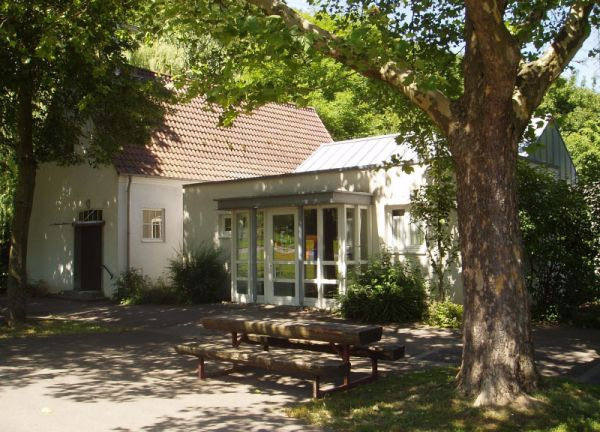
Evangelische Kirche Sirnau

Bereits mit Wirkung vom 26. Juli 1965 war die Kirchengemeinde Oberesslingen-West als eigenständige Kirchengemeinde ebenfalls durch Teilung der bis dahin alleinigen Kirchengemeinde Oberesslingen errichtet worden. Alle drei Teilkirchengemeinden (Martinskirchengemeinde Oberesslingen, Oberesslingen-West und Gartenstadt mit Sirnau) gehörten schon seit deren Gründung zur Gesamtkirchengemeinde Esslingen. 1972 konnte sich die Kirchengemeinde Oberesslingen-West dann eine eigene Kirche, die Versöhnungskirche, erbauen und 1981 wurde die Kirchengemeinde Oberesslingen-West dann in Versöhnungskirchengemeinde Oberesslingen umbenannt.
Die drei Kirchengemeinden schlossen sich anlässlich der Kirchenwahlen 2007 zur neuen Kirchengemeinde Oberesslingen zusammen.

#### Kirchengemeinde Esslingen Sulzgries

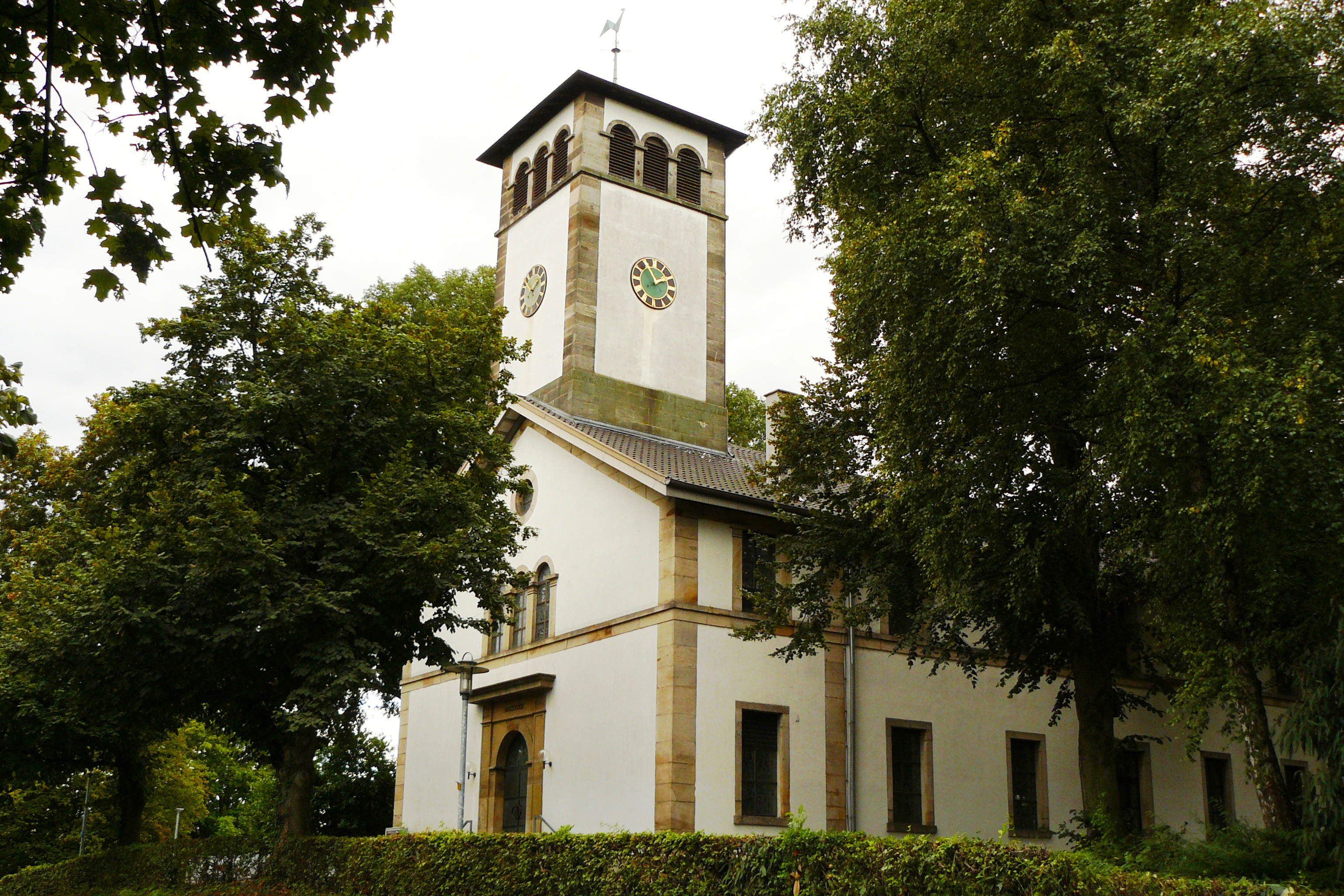
Evangelische Kirche Sulzgries

Die Kirchengemeinde Esslingen Sulzgries (ca. 3.560) umfasst die Stadtteile Rüdern, Sulzgries, Krummenacker und Neckarhalde der Stadt Esslingen am Neckar. Die Kirche in Sulzgries wurde 1839 erbaut. Die alte Dreifaltigkeitskirche Rüdern wurde bereits 1473 erwähnt, 1805 erneuert, 1839 als Bauernhaus umgebaut und 1841 abgebrochen.
Durch Bekanntmachung des Konsistoriums vom 26. September 1907 wurde aus der bisherigen Pfarrverweserei Sulzgries die ständige Pfarrstelle Sulzgries errichtet. Bis 1923 gehörte auch der zu Obertürkheim gehörige Teil von Rüdern zur Kirchengemeinde Sulzgries. Durch Bekanntmachung des Oberkirchenrats wurde dieser mit Wirkung vom 1. November 1923 in die Kirchengemeinde Obertürkheim in umgegliedert. Durch Bekanntmachung des Oberkirchenrats vom 10. Januar 1961 gab es eine Gebietsveränderung zur benachbarten Frauenkirchengemeinde.
In der Kirchengemeinde Sulzgries gibt es drei Kindergärten: Kindergarten „Sonnenschein“ in Sulzgries, Kindergarten „Arche Noah“ Krummenacker und Kindergarten „Regenbogen“ Neckarhalde.

#### Kirchengemeinde Zell
Die Kirchengemeinde Zell (ca. 1.320) umfasst den Stadtteil Zell der Stadt Esslingen am Neckar. Die dem Hl. Johannes geweihte Kirche wurde 1275 erstmals erwähnt. 1304 kam sie von den Herren von Staufeneck an das Kloster Adelberg. Die spätgotische Kirche erhielt 1877 ein neues Schiff. Bis 1932 gehörte auch der Nachbarort Altbach kirchlich zu Zell. Die Kirchengemeinde Zell trat mit Wirkung vom 1. Juli 2007 der Gesamtkirchengemeinde Esslingen bei.

#### Kirchengemeinde Esslingen Zollberg
Die Kirchengemeinde Esslingen Zollberg (ca. 1.270) umfasst den Stadtteil Zollberg der Stadt Esslingen am Neckar. Die Christuskirche wurde 1963 erbaut.

### Kirchengemeinde Esslingen-Berkheim
Die Kirchengemeinde Esslingen-Berkheim (ca. 2.700) umfasst den Stadtteil Berkheim der Stadt Esslingen am Neckar. Die Michaelskirche wurde erstmals 1191 urkundlich erwähnt, als sie dem Kloster Denkendorf zugeteilt wurde. Vermutlich gab es aber schon vor 1191 eine Kirche. Das Kloster Denkendorf wurde 1535 aufgelöst, in Berkheim ebenfalls die Reformation eingeführt. Von 1565 bis 1739 gehörte Berkheim kirchlich zu Denkendorf, anschließend zu Nellingen. 1841 wurde in Berkheim eine ständige Pfarrverweserei errichtet, 1889 eine eigene Pfarrei. Die Michaelskirche war jahrhundertelang die Hauptkirche Berkheims. Die Kirche hat ein flachgedecktes Schiff und eine Vieleckchor mit Spitzbogenfenster. 1841 und 1876 wurde sie umgebaut.
Für den rasch wachsenden Ort wurde die Michaelskirche alsbald zu klein. Daher wurde 1977 ein neues Gemeindezentrum mit Kirche, die Osterfeldkirche erbaut. Sie ist nach einem Gewann benannt und inzwischen die Hauptkirche der Gemeinde. Seither wird die alte Michaelskirche nur noch für Sondergottesdienste, Trauungen und Konzerte genutzt. Außerdem ist sie die Kirche für Beerdigungsgottesdienste aller Christen in Berkheim.
Die Kirchengemeinde Berkheim ist Trägerin von drei Kindergärten.

### Kirchengemeinde Hochdorf
Die Kirchengemeinde Hochdorf umfasst die Gemeinde Hochdorf bei Plochingen. Die dem Hl. Martin geweihte Kirche ist 1275 erstmals erwähnt. Die Kirche brannte 1774 ab und wurde danach wieder neu erbaut. Der rechteckige Saalbau hat hohe Bogenfenster. Der Westturm ist spätgotisch. Der Taufstein stammt aus dem 12./13. Jahrhundert, das Kruzifix aus dem Jahr um 1470. Bis 1939 gehörte die Kirchengemeinde Hochdorf zum Kirchenbezirk Kirchheim unter Teck. Mit Wirkung vom 1. April 1939 wurde sie in den Kirchenbezirk Esslingen umgegliedert.

### Kirchengemeinde Köngen

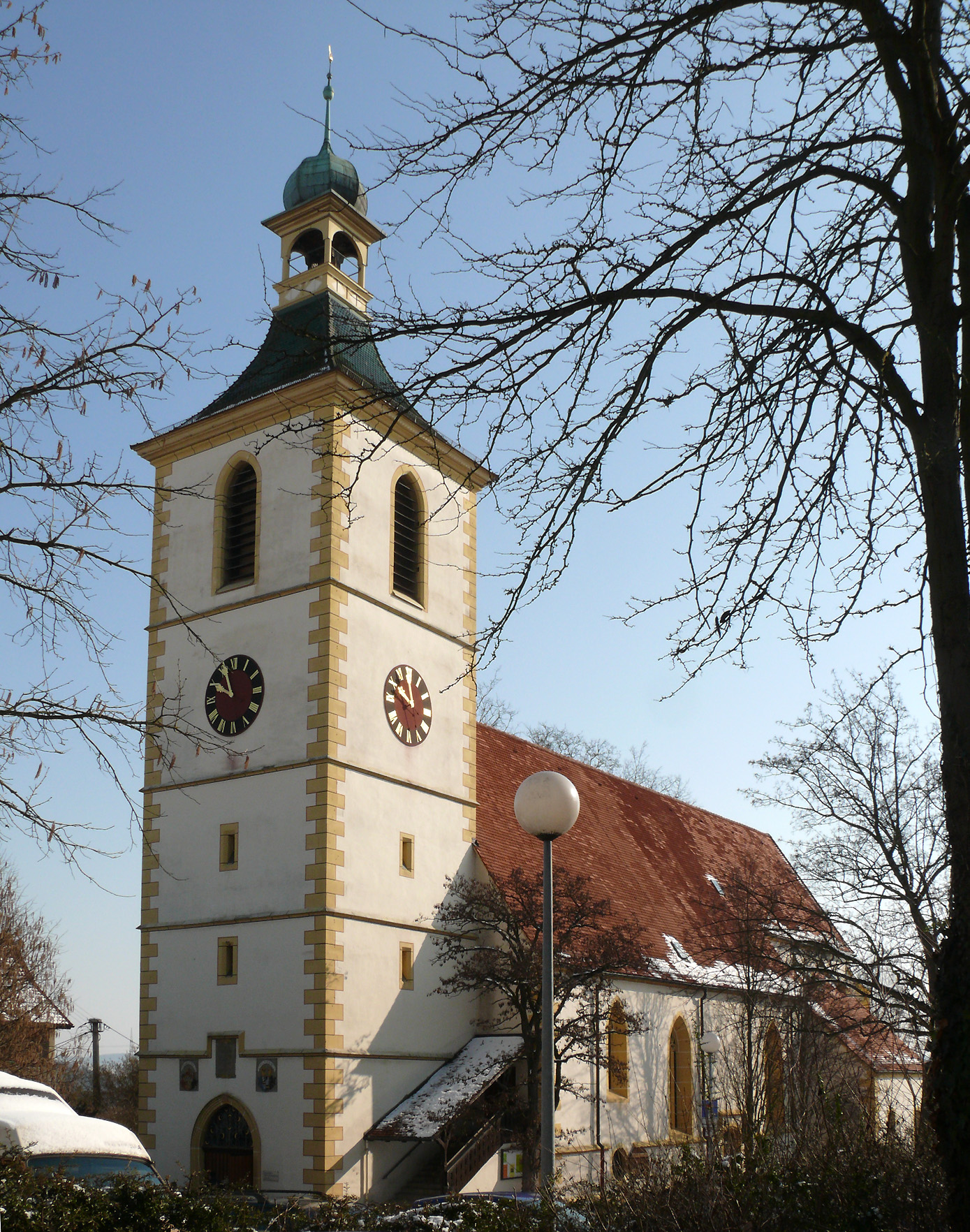
Peter- und Pauls-Kirche in Köngen

Die Kirchengemeinde Köngen umfasst die Gemeinde Köngen. Die bereits 1132 erwähnte Kirche kam damals teilweise zu St. Peter in Zwiefalten. 1395 wurde sie dem Kloster Denkendorf eingegliedert. Die heutige Kirche St. Peter und Paul wurde 1502/12 durch das Kloster Denkendorf erbaut. Das flachgedeckte Schiff hat eine bemalte Renaissance-Balkendecke von 1612/13. Der Westturm wurde 1722/24 erbaut. Die ursprünglich spätgotische Schnitzaltar wurde 1614 umgearbeitet. 1966 erbaute sich die Gemeinde ein Gemeindehaus. Heute wirken zwei Pfarrer in der Kirchengemeinde Köngen.

### Kirchengemeinde Lichtenwald

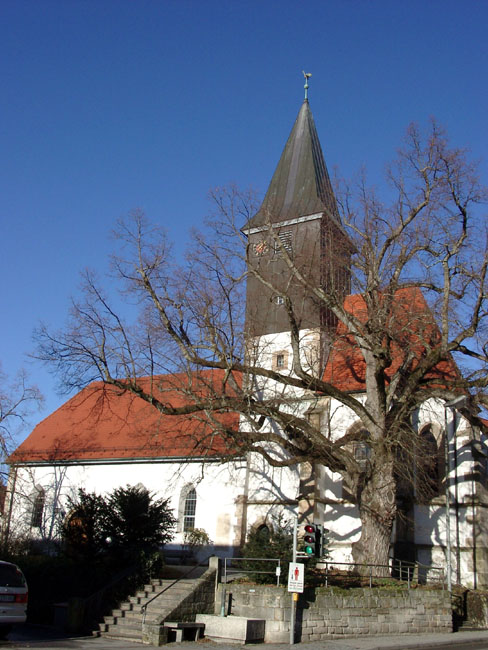
Evangelische Kirche Lichtenwald

Die Kirchengemeinde Lichtenwald umfasst die Gemeinde Lichtenwald mit ihren beiden Ortsteilen Hegenlohe und Thomashardt. In Hegenlohe bestand wohl schon 1173 eine Kirche und 1275 auch eine Pfarrei. Die Kirche gehörte dem Kloster St. Blasien, die den Kirchensatz zeitweilig den Herren von Nellingen überließen. Württemberg führte die Reformation ein. Die heutige Kirche ist gotisch mit einem vom Schiff abgesetzten Ostchor. Das Schiff hat spätgotische Ausstattungsstücke. 1869 wurde eine Holzdecke eingezogen. 1955 wurde die Kirche regotisiert. Die oberen Stockwerke des Chorturms wurden 1869 völlig neu erbaut.
Thomashardt war stets eine Filiale von Hegenlohe. Im Hochmittelalter ist aber eine Kapelle erwähnt. Die heutige Auferstehungskirche wurde erst 1965/66 erbaut.
Die Kirchengemeinde war zunächst nur nach Hegenlohe benannt. Durch Bekanntmachung des Oberkirchenrats vom 27. Dezember 1971 wurde sie in „Kirchengemeinde Lichtenwald“ umbenannt. Bis 1978 gehörte sie noch zum Kirchenbezirk Schorndorf. Mit Wirkung vom 1. Januar 1979 wurde sie in den Kirchenbezirk Esslingen umgegliedert.

### Kirchengemeinde Plochingen

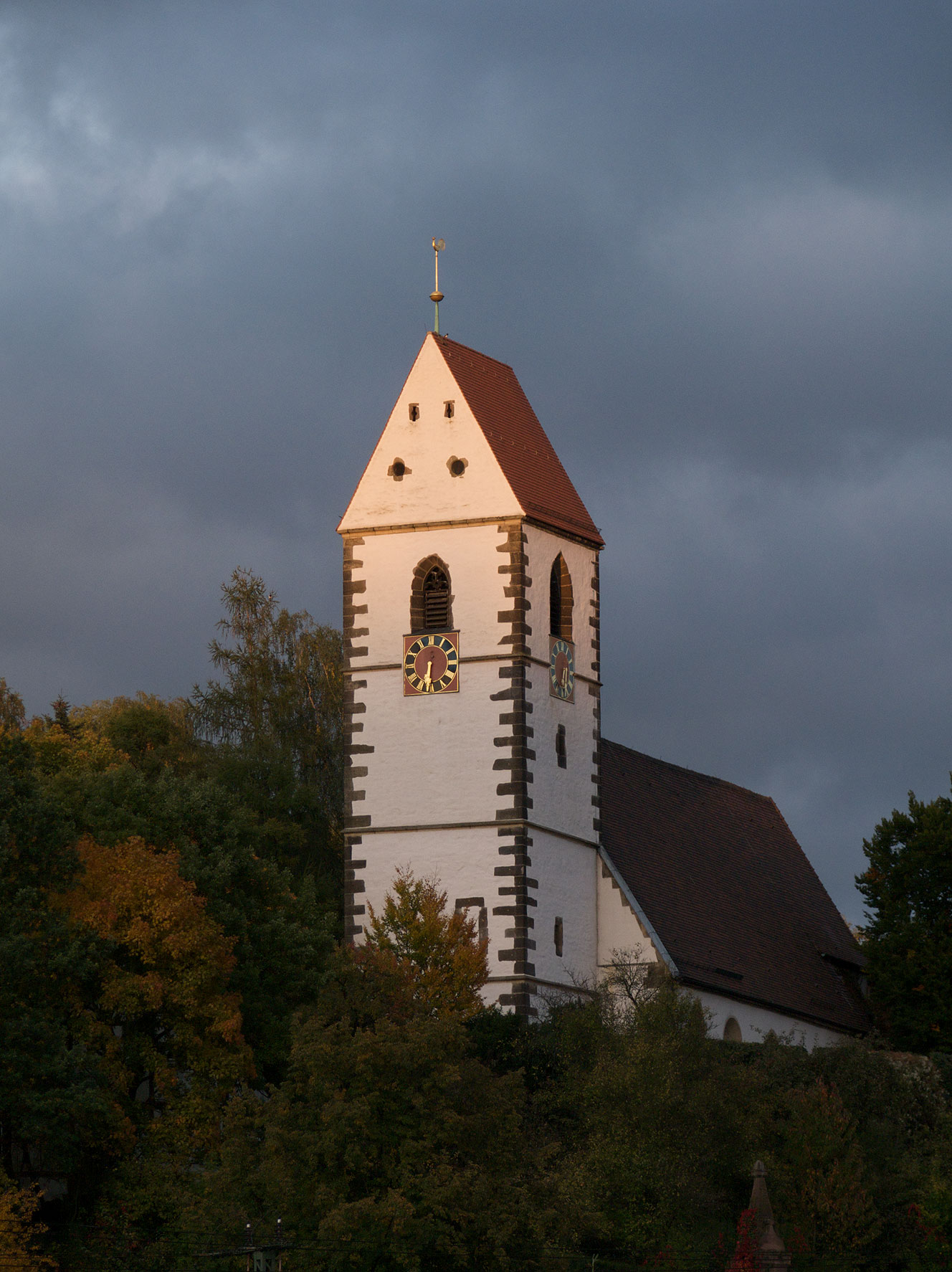
Stadtkirche St. Blasius in Plochingen

Die Kirchengemeinde Plochingen umfasst die Stadt Plochingen. Die Kirchengemeinde entstand am 1. Januar 2006 durch Zusammenschluss der bis dahin selbständigen Kirchengemeinden Plochingen Stadtkirche und Plochingen Paul-Gerhardt-Kirche, welche die Gesamtkirchengemeinde Plochingen bildeten, die gleichzeitig aufgelöst wurde. Die Stadtkirche St. Blasius auf einer Anhöhe am Ostrand der Stadt ist eine Wehrkirche, deren Bau 1488 fertiggestellt wurde. 1157 war die Pfarrei an das Kloster St. Blasien gekommen. In der Ortsmitte wurde 1328 eine der Hl. Ottlilie geweihte Kapelle errichtet, die hundert Jahre später eine Frühmesspfründe erhielt, deren Inhaber zugleich als Dorfschullehrer fungierte. Aus diesem Bau ging die heutige Ottilienkapelle nach einer Erweiterung 1466 hervor. Beide Kirchen gehörten zur Kirchengemeinde Plochingen Stadtkirche, deren Gebiet die Kernstadt und das Wohngebiet Lettenäckern umfasste.
Durch Bekanntmachung des Oberkirchenrats vom 18. März 1932 wurden die wenigen evangelischen Bewohner Steinbachs (heute Stadt Wernau) von der Kirchengemeinde Bodelshofen (damals Gesamtkirchengemeinde Wendlingen, seit 1939 zum Kirchenbezirk Nürtingen gehörig) der Kirchengemeinde Plochingen zugeordnet. Seit 1959 gehört Steinbach zur damals neu gebildeten Kirchengemeinde Wernau.

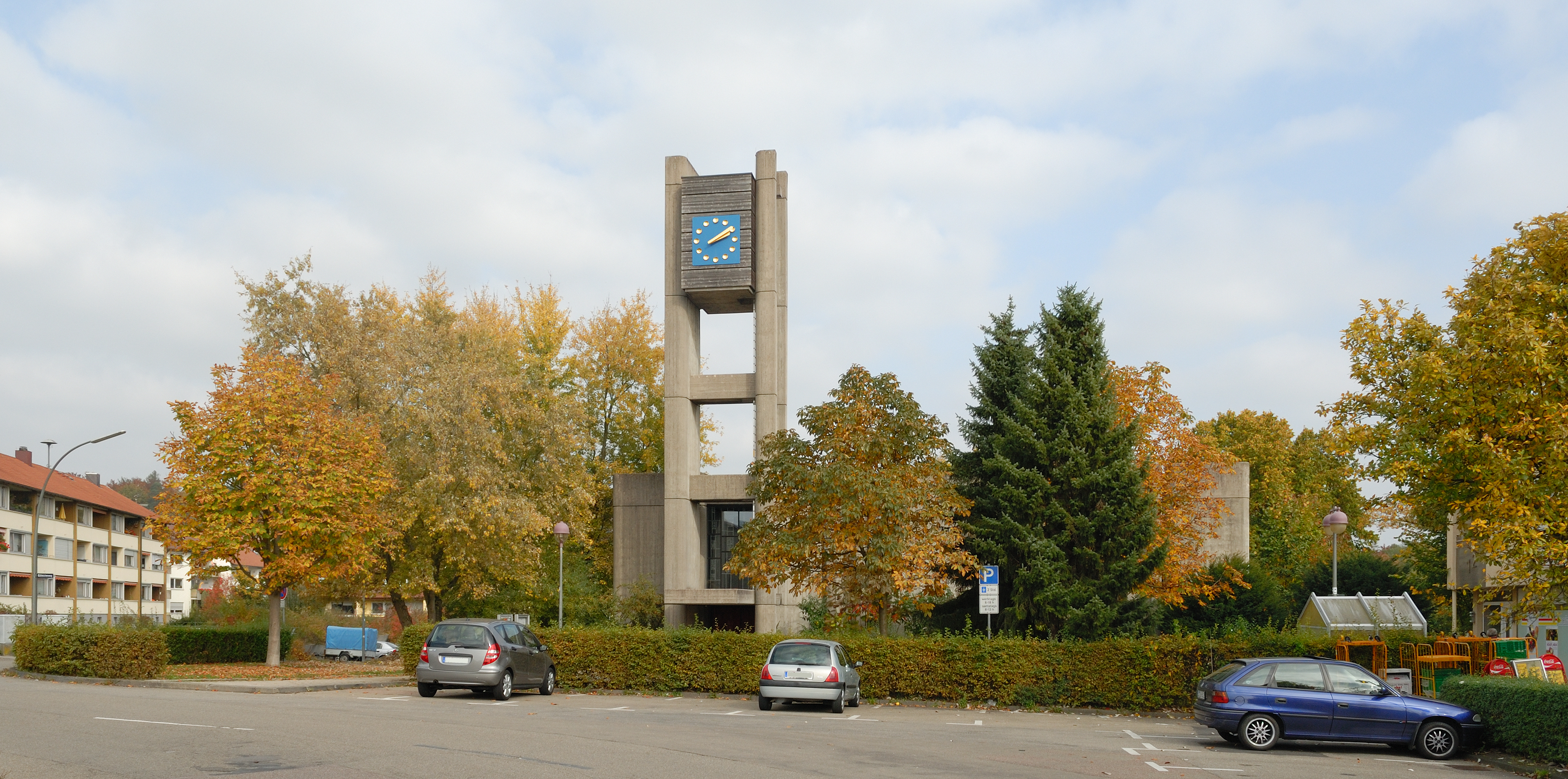
Paul-Gerhardt-Kirche Plochingen-Stumpenhof

Im Stadtteil Stumpenhof (bis 1952 Wörnershof) wurde 1967 die Paul-Gerhardt-Kirche erbaut und mit Wirkung vom 1. Januar 1968 die selbständige Paul-Gerhardt-Kirchengemeinde Plochingen gegründet, indem die damals alleinige Kirchengemeinde Plochingen in die Stadtkirchengemeinde und die Paul-Gerhardt-Kirchengemeinde aufgeteilt und diese gleichzeitig in der neu gebildeten Gesamtkirchengemeinde Plochingen zusammengeschlossen wurden. Das Kultusministerium hatte die Gesamtkirchengemeinde Plochingen und die beiden Teilkirchengemeinden mit Schreiben vom 7. Februar 1968 als Körperschaften des öffentlichen Rechts anerkannt. 2006 wurde die Paul-Gerhardt-Kirchengemeinde Plochingen wieder mit der Stadtkirchengemeinde zusammengeschlossen und die Gesamtkirchengemeinde Plochingen aufgelöst.
Bis 1936 gehörte auch der Freitagshof (Stadt Wernau) zur Kirchengemeinde Plochingen. Durch Bekanntmachung des Oberkirchenrats vom 2. Oktober 1936 wurde dieser der Kirchengemeinde Notzingen im Kirchenbezirk Kirchheim unter Teck zugeordnet.

### Kirchengemeinde Reichenbach a.d.Fils

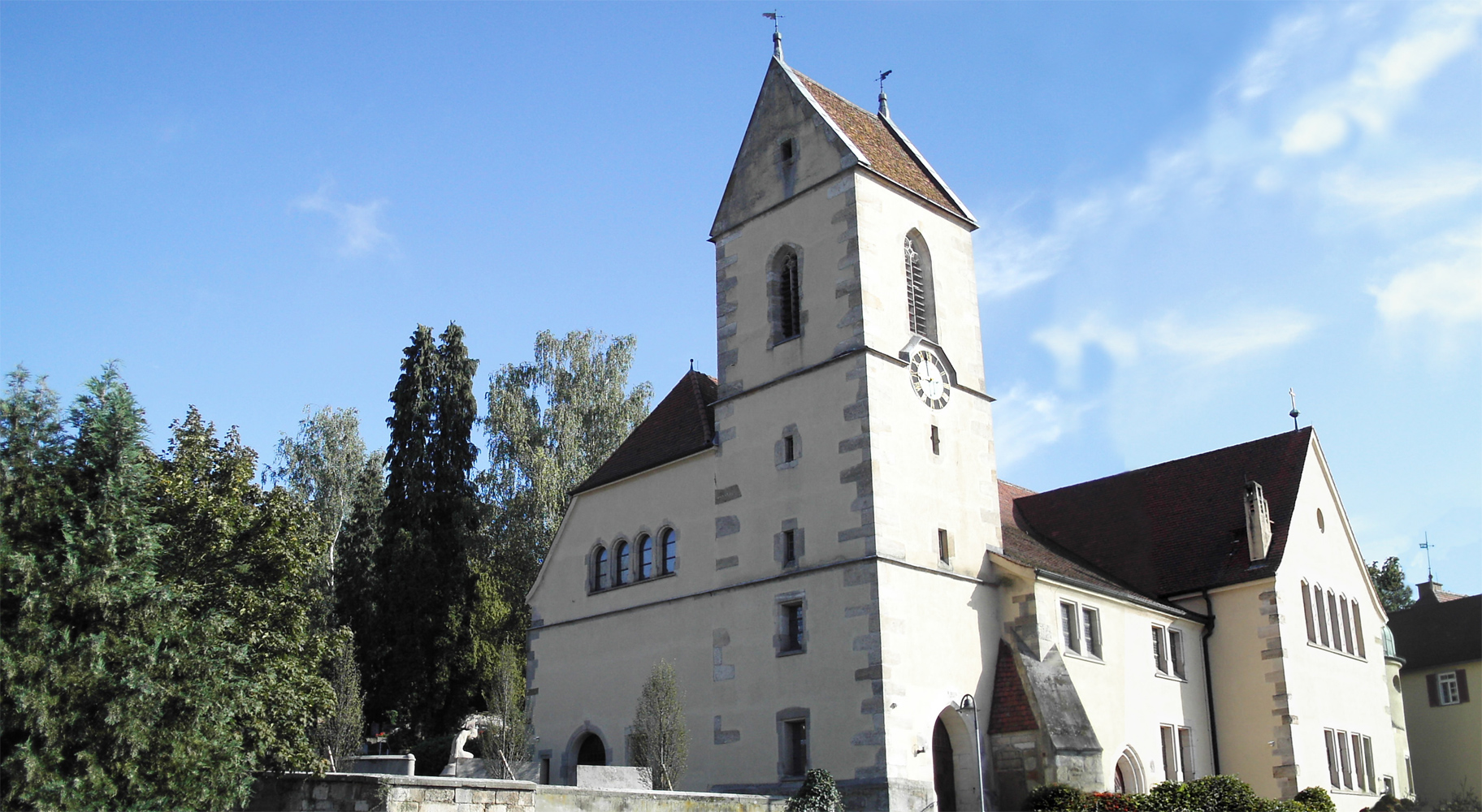
Mauritiuskirche in Reichenbach an der Fils

Die Gesamtkirchengemeinde Reichenbach a. d. Fils umfasst die Gemeinde Reichenbach an der Fils. Sie wurde durch Bekanntmachung des Oberkirchenrats vom 17. Dezember 1965 gebildet, als die bis dahin alleinige Kirchengemeinde Reichenbach an der Fils in die beiden Teilkirchengemeinden Mauritiuskirchengemeinde Reichenbach und Siegenbergkirchengemeinde Reichenbach aufgeteilt und diese gleichzeitig zur neuen Gesamtkirchengemeinde Reichenbach a. d. Fils zusammengeschlossen wurden. Das Kultusministerium hatte die Gesamtkirchengemeinde Reichenbach a. d. Fils und deren Teilkirchengemeinden mit Schreiben vom 19. August 1965 als Körperschaften des öffentlichen Rechts anerkannt. Mit Wirkung vom 1. Januar 1999 wurde ein Gebietsaustausch der Mauritiuskirchengemeinde zugunsten der Siegenbergkirchengemeinde Reichenbach vorgenommen.
Zur Kirchengemeinde Reichenbach gehören die Mauritiuskirche und die Siegenbergkirche. Die 1565 als dem Hl. Mauritius geweiht bezeugte Kirche wurde 1268 erstmals erwähnt. Bis 1507 gehörte ein Teil des Ortes kirchlich zur Nachbargemeinde Hochdorf. Die heutige Kirche wurde 1522 erbaut, 1684 renoviert. 1906/07 wurde das Schiff vergrößert und ein neuer Chor angebaut. Sie ist im Jugendstil ausgeschmückt. Bis 1939 gehörte die Kirchengemeinde Reichenbach an der Fils zum Kirchenbezirk Göppingen. Mit Wirkung vom 1. April 1939 wurde sie in den Kirchenbezirk Esslingen umgegliedert.
Für die Siedlung Siegenberg wurde 1965 eine eigene Kirche erbaut.

### Kirchengemeinde Wernau

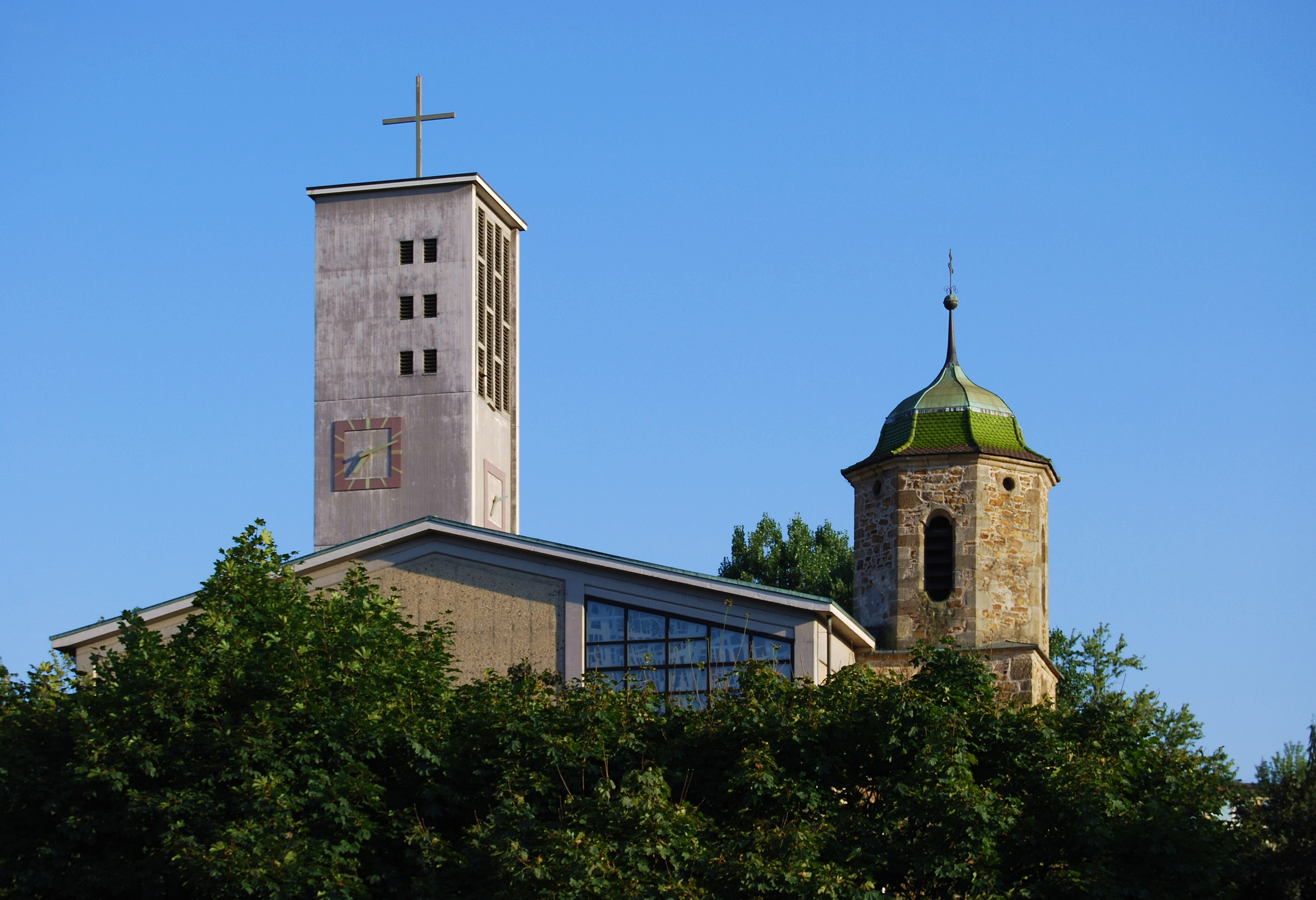
Kirche Wernau

Die Kirchengemeinde Wernau umfasst die Stadt Wernau (Neckar). In den ursprünglich katholischen Orten Pfauhausen und Steinbach, die 1938 zur Stadt Wernau vereinigt wurden, zogen überwiegend erst nach dem Zweiten Weltkrieg Evangelische zu.
Die wenigen evangelischen Bewohner Steinbachs gehörten bis 1932 zur Kirchengemeinde Bodelshofen (damals Gesamtkirchengemeinde Wendlingen, seit 1939 zum Kirchenbezirk Nürtingen gehörig). Durch Bekanntmachung des Oberkirchenrats vom 18. März 1932 der Kirchengemeinde Plochingen zugeordnet.
1953 wurde in Steinbach die Johanneskirche erbaut und 1959 eine eigene Pfarrei sowie durch Bekanntmachung des Oberkirchenrats vom 8. April 1959 schließlich die selbständige Kirchengemeinde Wernau für alle evangelischen Bewohner der Stadt Wernau errichtet, nachdem das Kultusministerium mit Schreiben vom 30. Januar 1959 die Kirchengemeinde Wernau als Körperschaft des öffentlichen Rechts anerkannt hatte. Im gleichen Jahre entstand in unmittelbarer Nähe das Gemeindehaus mit einem Kindergarten (Johanneskindergarten). Regelmäßige evangelische Gottesdienste finden auch im Altenzentrum St. Lukas statt.
Der früher zu Steinbach und damit heute zu Wernau gehörige Freitagshof gehörte bis 1936 zur Kirchengemeinde Plochingen. Durch Bekanntmachung des Oberkirchenrats vom 2. Oktober 1936 wurde dieser der Kirchengemeinde Notzingen im Kirchenbezirk Kirchheim unter Teck zugeordnet. Durch weitere Bekanntmachung vom 11. Oktober 1960 wurde dieser wieder in den Kirchenbezirk Esslingen umgegliedert und der Kirchengemeinde Wernau zugeordnet.

## Archivquellen
- Bestand: Visitationsberichte.   Landeskirchliches Archiv Stuttgart. 1581–1822.   Signatur: A 1.
- Bestand: Kirchenvisitationsakten.   Hauptstaatsarchiv Stuttgart. ca. 1601–1840.   Signatur: A 281.
- Bestand: Ortsakten [mit Digitalisaten der Pfarrbeschreibungen und Pfarrberichte (darin u. a.: Chronik, Filialverhältnisse)].   Landeskirchliches Archiv Stuttgart. ca. 1550–1923.   Signatur: A 29.
- Bestand: Ortsakten [mit Digitalisaten der Pfarrberichte (darin u. a.: Filialverhältnisse)].   Landeskirchliches Archiv Stuttgart. ca. 1924–1966.   Signatur: A 129.
- Bestand: Ortsakten [mit Visitationsberichten].   Landeskirchliches Archiv Stuttgart. ca. 1967–1989.   Signatur: A 229.
- Archivgut: Dekanatsarchive.   Landeskirchliches Archiv Stuttgart.   Signatur: F-Bestände.
- Archivgut: Pfarrarchive.   Landeskirchliches Archiv Stuttgart.   Signatur: G-Bestände.